# 5 Pułk Piechoty Legionów
5 Pułk Piechoty Legionów Józefa Piłsudskiego (5 pp Leg.) – oddział piechoty Wojska Polskiego w latach 1918–1939.

## Odtworzenie pułku i udział w wojnie polsko-ukraińskiej (1918–1919)

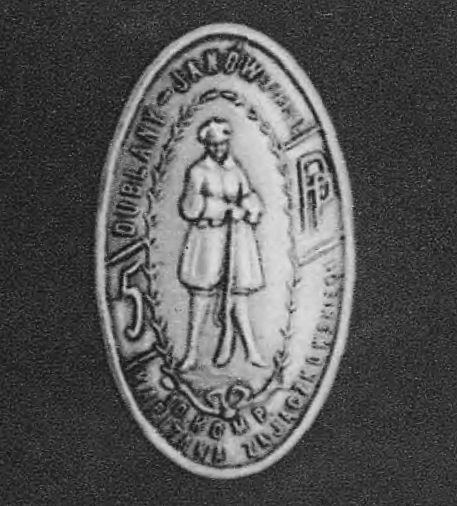
Odznaka 5 pułku piechoty Dublany-Janów

W ostatnich miesiącach 1918 roku niemiecka i austriacka armia opuszczały swoje garnizony. Dzika demobilizacja powodowała przemarsze i przejazdy przez ziemie polskie żołnierzy i jeńców różnych armii i narodowości. Tak wytworzony chaos mógł sprzyjać nagłym i krwawym przewrotom, które mogły zachwiać powstającym z gruzów i niewoli młodym Państwem Polskim. Armia Czerwona, po unieważnieniu traktatu brzeskiego, w listopadzie 1918 rozpoczęła marsz na zachód, zajmując tereny Ober-Ostu okupowane dotąd przez wojska Państw Centralnych. Niemcy trzymali na granicach zachodnich w swoich rękach ziemie zaboru pruskiego. Czesi zajęli Śląsk Cieszyński, Ukraińcy proklamowali w Galicji Wschodniej Zachodnioukraińską Republikę Ludową po Przemyśl włącznie. W kraju rozpoczęło się rozbrajanie okupantów, a przeprowadziła je przygotowywana i organizowana przez szereg lat przez Józefa Piłsudskiego Polska Organizacja Wojskowa.
2 listopada 1918 generał Bolesław Roja polecił kpt. Michałowi Tokarzewskiemu-Karaszewiczowi zorganizować 5 pułk piechoty w Koszarach Franciszka Józefa (niem. Franz Josefkaserne) przy ul. Rajskiej w Krakowie. 12 listopada generał Roja wcielił w skład pułku Batalion Pospolitego Ruszenia Nr 49 jako batalion uzupełniający. 18 listopada Koszary Franciszka Józefa zostały przemianowane na Koszary Kościuszki.
10 listopada pierwszy oddział pułku pod dowództwem mjr. Juliana Stachiewicza wyjechał pod Przemyśl i w ciągu kolejnych dwóch dni wziął udział w walkach z Ukraińcami o miasto. W składzie grupy znalazł się zalążek I batalionu kpt. Henryka Krok-Paszkowskiego, a w nim 1 kompania kpt. Władysława Bortnowskiego, która torując sobie drogę granatami ręcznymi osiągnęła przeciwległy brzeg Sanu. Pluton ppor. Krasickiego wziął do niewoli oficera i 20 Ukraińców oraz zdobył karabin maszynowy. W mieście toczyła się gwałtowna walka uliczna przeciwko znajdującym się w oknach obsługom karabinów maszynowych. Na ul. Dworskiego padł zabity pchor. Wrócisław Smoleński. Dowodzenie oddziałem przejął st. żołn. Jan Czylak. Na wysuniętej ku nieprzyjacielowi placówce utrzymał się przez całą noc z 11 na 12 listopada ppor. Zajchowski. Dla skuteczniejszego zwalczania gniazd karabinów maszynowych wprowadzone zostało działo. 12 listopada zostały zdobyte mosty na Sanie, a następnie opanowane całe miasto. 17 listopada do Przemyśla przybyły z Rzeszowa dwie kompanie POW z oddziałem karabinów maszynowych pod dowództwem ppor. Tadeusza Münnicha. Pozwoliło to rozwinąć I batalion do stanu czterech kompanii strzeleckich, kompanii karabinów maszynowych i plutonu saperów.
19 listopada I batalion pod dowództwem kpt. Krok-Paszkowskiego wraz z dowódcą pułku, ppłk. Karaszewiczem-Tokarzewskim, wyjechał na odsiecz Lwowa. Pułkownik Karaszewicz-Tokarzewski objął dowództwo nad wszystkimi oddziałami w mieście. Uderzenie miało pójść od zachodniej strony miasta. I batalion pułku, znajdujący się w składzie grupy południowej, miał wykonać manewr oskrzydlający. Batalion uderzył i zajął Snopków, Pohulankę i cmentarz Łyczakowski. 3 kompania dowodzona przez por. Krasickiego walczyła o dworzec na Łyczakowie. Ppor. Holinkowski podszedł z trzema legionistami do stacji i zdobył stojące tam ukraińskie karabiny maszynowe. Otworzył z nich ogień w kierunku czterodziałowej ukraińskiej baterii. Zmusił ukraińską obsługę do odwrotu, umożliwiając równocześnie batalionowi przesunięcie się w głąb Łyczakowa. 4 kompania por. Münnicha walczyła o koszary na Łyczakowie. W walce z kompanią strzelców siczowych zdobyła dwa działa, trzy karabiny maszynowe oraz około 120 koni. Ze względu na zmęczenie żołnierzy, z nastaniem zmroku walki ustały.
Po dwudniowych walkach ulicznych, 22 listopada Lwów znalazł się w polskich rękach. Dowódca sił lwowskich ppłk Karaszewicz-Tokarzewski tak napisał w swoim raporcie z 8 grudnia 1918 roku:

„O wzięciu Lwowa i wycofaniu się Rusinów zdecydowało otoczenie Lwowa od strony południowej i wschodniej przez siły ekspedycji i opanowanie górujących w tej stronie nad miastem wzgórz...Na pochwałę zasługuje baon I-szy 5 pułku piechoty Leg. za zdobycie przedmieścia, koszar i dworca Łyczakowa”.

Jeszcze przez cztery miesiące walczył pułk z Ukraińcami, którzy starali się odbić miasto. 29 i 30 listopada, I batalion wraz z dwoma pociągami pancernymi ruszył drogą na Sichów i dalej na południe. 3 kompania w walce pod Dawidowem zdobyła dwa karabiny maszynowe i paru jeńców. II batalion pod dowództwem kpt. Kordiana Zamorskiego ruszył na Basiówkę, a następnie Obroszyn i Stawczany, a 30 listopada, wykorzystując działanie pociągu pancernego, przeprowadził natarcie na Nawarię, którą to zdobył po parogodzinnej walce. Po wykonaniu zadań, bataliony powróciły do Lwowa. 2 i 3 grudnia obydwa bataliony, zasilone artylerią, przeprowadziły wypad na wsie Sroki Lwowskie, Kamienopol i Podborce. Pomimo dwugodzinnego przygotowania artyleryjskiego, natarcie batalionów od północy i zachodu nie udało się. Zdobyto wprawdzie Sroki Lwowskie i las Kamieniopolski, ale dalsze natarcie zostało przez nieprzyjaciela zatrzymane. Zziębnięci i wyczerpani żołnierze, ostrzeliwani z flanki przez karabiny maszynowe, dotarli pod Podborce, ale nie zdołali się wedrzeć do wsi. 3 stycznia od strony Miklaszewa nadeszły ukraińskie odwody i bataliony zmuszone zostały do wycofania się. Dzięki kontratakom pułku, nieprzyjaciel został zatrzymany w dość dużej odległości od Lwowa. Umożliwiło to ludności cywilnej normalne życie. 7 grudnia II batalion przeprowadził wypad na Winniki, a I batalion walczył od 8 stycznia na północ od Lwowa w okolicy wsi Zboiska – Malechów – Laszki Murowane.
13 grudnia kpt. Czesław Zajączkowski ze swoją 10 kompanią, plutonem saperów oraz Legią Oficerską przeprowadził wypad na Janów. Nieprzyjaciel został wyparty z miasteczka, a kompania zdobyła 102 jeńców, z trzema oficerami, oraz 8 karabinów maszynowych. Podczas powrotu do Lwowa, pod wsią Maleszczyce, idący z ubezpieczeniem dowódca kompanii został otoczony i wzięty do niewoli. Nadbiegająca kompania w walce na bagnety uwolniła pobitego do nieprzytomności kpt. Zajączkowskiego, zabijając lub śmiertelnie raniąc 23 Ukraińców. 19 grudnia I batalion kpt. Stanisława Kozickiego przeprowadził natarcie na Małą Sołonkę, biorąc do niewoli 8 jeńców i zdobywając karabin maszynowy. 27 grudnia nieprzyjaciel przeszedł do natarcia, po silnym przygotowaniu artyleryjskim. Na pozycje zajmowane przez 5 pułk w Krzywczycach oraz Pasiekach Miejskich natarcie nieprzyjaciela było bardzo mocne. W południe nieprzyjacielowi udało się zepchnąć linię placówek pułku w Krzywczycach, dlatego też II batalion musiał się wycofać na zachodni skraj wsi. Odwodowa 3 kompania I batalionu oraz 10 i 12 kompania III batalionu kontratakując wyparły Ukraińców z zajętych stanowisk. Karabiny maszynowe 3 kompanii poczyniły w szeregach wroga spore straty. Na całym odcinku trwała zacięta bitwa. Nieprzyjaciel atakował pozycje pułku, ale każdy atak był odpierany z dużymi stratami wśród oddziałów wroga. Nieprzyjacielowi do wieczora 27 grudnia nie udało się zdobyć naszych pozycji. Podczas walk wielką usługę oddał patrol telefoniczny kpr. Batowskiego, który wezwał na pomoc artylerię i wskazywał jej cele.
Przez noc z 27 na 28 grudnia nieprzyjaciel ponawiał ataki, które jednak nie przyniosły żadnych efektów. Walki obronne trwały aż do końca grudnia. Zamiarem nieprzyjaciela było ponowne opanowanie Lwowa. Dnie od 28 do 31 grudnia to okres wielkiej bitwy, jaka rozegrała się w okolicach miasta. Żołnierze 5 pułku potrafili przezwyciężyć wszelkie trudy i niebezpieczeństwa, a zadając Ukraińcom straty zyskiwali na pewności siebie. Cały styczeń i luty 1919 roku pułk walczył na odcinkach Zboisk – Krzywczyc – Majerówki – Pasiek Miejskich i Sichowa. Próby podejścia nieprzyjaciela na pozycje pułku zostały krwawo odparte przez I batalion. 5 pułk w składzie trzech batalionów został wycofany z frontu ukraińskiego w pierwszych dniach marca 1919 roku. W grudniu 1919 batalion zapasowy pułku stacjonował w Warszawie.
Boje detaszowanego IV batalionu w Małopolsce Wschodniej
IV batalion kpt. Jerzego Błeszyńskiego, złożony z pięciu kompanii strzeleckich i kompanii karabinów maszynowych, pozostał we Lwowie i do maja prowadził ciężkie walki obronne. W marcu prowadził walki na linii placówek przed Lwowem, a 4 kwietnia 16 kompania przeprowadziła wypad na cegielnię w kierunku Sichowa. W walce zdobyto karabin maszynowy i wzięto do niewoli 25 jeńców. W walce wyróżnił się legionista Jan Żbicki, który rzucając granatami w okna zniszczył ukraińskie gniazdo oporu. Został ranny, ale uratował tym swojego dowódcę kompanii. Niestety, kompania musiała się wycofać, ponieważ nieprzyjaciel przeszedł do natarcia, przy wsparciu swego pociągu pancernego. W związku z działaniem zaczepnym grup polskich w Małopolsce, zostało zarządzone uderzenie IV batalionu pułku na kluczową pozycję ukraińską Czartowską Skałę. Była to silnie rozbudowana pozycja, która na północy łączyła się z pozycjami we wsi Lesienice, a na południu w rejonie Młynowców. 16 kompania, której zadaniem było natarcie i zdobycie Czartowskiej Skały, wymaszerowała ze Lwowa w nocy z 14 na 15 kwietnia. Pod Młynowcami na nieprzyjaciela natarła 14 kompania, żeby związać walką i odciągnąć odwody z Winnik tak, aby nie mogły być użyte przeciw atakującej 16 kompanii. Brawurowe natarcie 16 kompanii pod dowództwem ppor. Władysława Muzyki zakończyło się zdobyciem trzech rzędów okopów w lesie pod Lesienicami. Gwałtowny atak przeraził nieprzyjaciela i Czartowska Skała została zdobyta, a 14 kompania atakująca Lesienice wyparła z niej nieprzyjaciela i odrzuciła go za tor kolejowy Lwów – Krasne, zajmując wieś. Kompanie przeszły do ataku za wycofującym się nieprzyjacielem i około 7 rano zdobyły Winniki. Przed południem przybyły oddziały strzelców lwowskich, które obsadziły Winniki, natomiast kompanie obsadziły Lesienice i Czartowską Skałę. Nocą z 15 na 16 kwietnia Ukraińcy natarli na Winniki i wyparli z niej strzelców lwowskich, następnie opanowali Młynowce i ruszyli na skrzydło półbatalionu 5 pułku. 14 i 16 kompania w ciężkich warunkach wycofały się do 13 kompanii stojącej w Krzywczycach. Ppor. Kopański z 16 kompanii osłaniał odwrót półbatalionu. Zmianie sytuacji nie pomogły nawet przysłane posiłki 36 pułku Legii Akademickiej, które zmuszone zostały do odwrotu. Dowódca IV batalionu kpt. Błeszyński ocenił sytuację i nakazał swoim kompaniom przejść do przeciwnatarcia. Od strony Majerówki ruszyła 17 kompania wzmocniona kompanią 36 pułku; kompanie 14 i 16 uderzyły na Lesienice i Czartowską Skałę, a od szosy do Winnik nacierała kompania 36 pułku i szwadron kawalerii.
Na poprzednie stanowiska doszły jako pierwsze 14 i 16 kompania, które odrzuciły w natarciu batalion ukraiński i 10 minut później doszły do Czartowskiej Skały biorąc jeńców, armaty i inny sprzęt wojenny. 20 kwietnia kompanie 14 i 16 uczestniczyły wspólnie z brygadą lwowską w ataku, podczas którego zdobyły górę Kopań, biorąc jeńców oraz kasę kompanijną. IV batalion w czasie walk w dniach 15, 16 i 20 kwietnia wziął do niewoli 3 oficerów, 200 szeregowych, 2 armaty, 12 karabinów maszynowych, kuchnie polowe i inny sprzęt wojenny. W końcu kwietnia batalion uderzył na Prusy, Kamienopol i Podborce i opanował wyznaczone wsie. Uczestniczył też w ofensywie na Zbrucz, która ostatecznie odrzuciła Ukraińców na starą granicę galicyjską. W walkach pod Lwowem i w ofensywie na Zbrucz detaszowany IV batalion 5 pułku piechoty Legionów za zwycięskie boje otrzymał szereg pochwał. Wielu oficerów i szeregowych zostało wyróżnionych. Po wcieleniu rekrutów i krótkim szkoleniu w rejonie Komorowa, niedaleko Ostrowi Mazowieckiej, bataliony pułku wyruszyły na front litewsko-białoruski. Pułk wszedł w tym czasie w skład utworzonej 2 Dywizji Piechoty Legionów.

## W wojnie polsko-bolszewickiej (1919–1920)

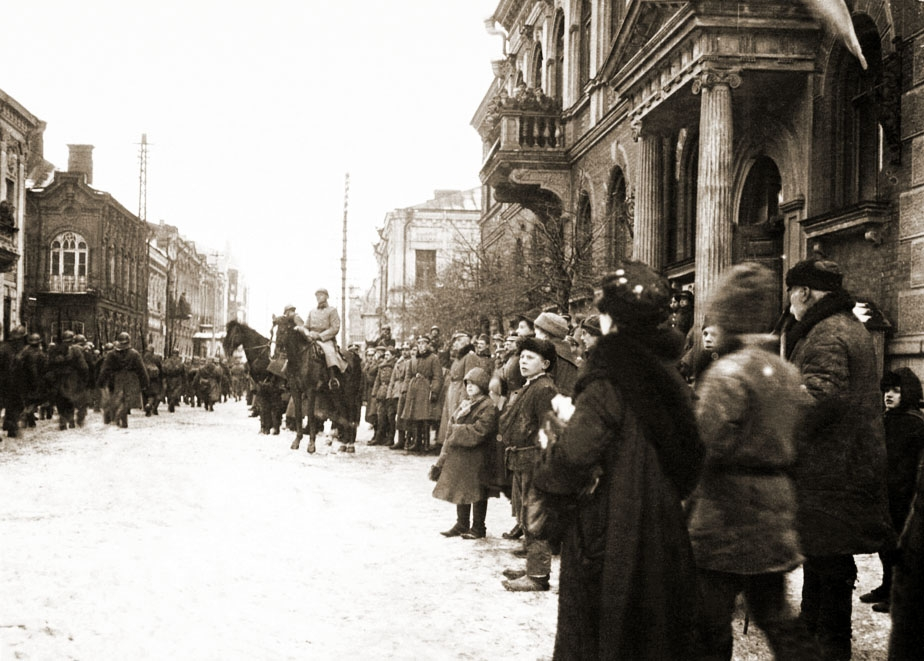
5 pułk piechoty Legionów wkracza do Dyneburga, styczeń 1920

17 kwietnia 5 pułk piechoty zdobył Lidę, a następnie został przewieziony do Wilna. Wspomagał tam walczącą kawalerię płk. Beliny-Prażmowskiego. Pułk walczył na Litwie przez całą wiosnę i lato. Zdobył Nową Wilejkę, Podbrodzie, walczył pod Mejszagołą, Rukojniami i doszedł do Dźwiny. We wrześniu 1919 roku bił się na północnym odcinku frontu wzdłuż Dźwiny. Pod Dryssą i Krasławkami zlikwidował sowieckie przyczółki. W rejonie Święcian nastąpił krótki odpoczynek. Pod koniec grudnia pułk ponownie wyruszył nad Dźwinę, aby wspólnie z oddziałami wojsk łotewskich walczyć w Dyneburgu. 3 stycznia 1920 roku 5 pp sforsował po lodzie zamarzniętą Dźwinę, zajął wschodnie przedmieścia i zamknął tym samym drogę odwrotu Armii Czerwonej. Prowadząc działania zaczepne, pod koniec stycznia doszedł do jeziora Oświejskiego. Dyneburg opuścił w kwietniu i pomaszerował w rejon koncentracji 3 Armii gen. Śmigłego-Rydza.
Od 26 maja pułk brał udział w wiosennej ofensywie Wojska Polskiego na Ukrainie. Walczył pod Kropiwną i zajął Żytomierz. 8 maja wkroczył do Kijowa i przez miesiąc toczył ciężkie walki obronne na lewym brzegu Dniepru. Bił się  pod Browarami, Horochowatką i Olszanicą. 10 czerwca, zagrożony okrążeniem, opuścił Kijów.
W czasie odwrotu pułk maszerował w straży przedniej 3 Armii. Na linii rzeki Zdwiż napotkał oddziały sowieckiej grupy Golikowa. W nocy z 11 na 12 czerwca stoczył z nimi walkę koło Borodjanki, otwierając drogę na zachód. W czasie walki ranny został dowódca pułku mjr Jerzy Dobrodzicki. Dowodzenie objął kpt. Stanisław Skwarczyński.
W czerwcu i lipcu pułk prowadził walki odwrotowe z oddziałami Armii Konnej Budionnego. Po bitwie w obronie Korostenia 5 pułk piechoty Legionów kpt. Eugeniusza Wyrwińskiego otrzymał rozkaz nawiązania łączności taktycznej z działającą na lewym skrzydle 3 Armii grupą płk. Józefa Rybaka. Maszerując nocą, 21 czerwca pułk dotarł pod Ignatpol. Rozpoznanie ustaliło, że we wsi kwateruje część Baszkirskiej Brygady Kawalerii. Dowódca polskiego pułku postanowił wykonać koncentryczne uderzenie od zachodu, południa i wschodu. Zaskoczenie przeciwnika było zupełnie. Sowiecka kawaleria porzuciła tabory, broń ciężką, wiele innego sprzętu wojskowego i wycofała się w nieładzie. Po walce 5 pp Leg. przeszedł za Uborć i został podporządkowany dowódcy 6 Siczowej Dywizji Strzelców.
Walcząc z piechotą i kawalerią sowiecką, pułk wycofał się nad Styr, a następnie nad Bug w rejon Włodawy. Po oderwaniu się od nieprzyjaciela, w okolicach Lubartowa, nastąpiła koncentracja oddziałów. Pułk, wraz z innymi oddziałami 1 Dywizji Piechoty Legionów, wziął udział w polskiej kontrofensywie znad Wieprza uderzając na skrzydło i tyły wojsk sowieckich.
16 sierpnia rano pułk zajął Parczew, a następnie opanował Białą Podlaską i Międzyrzec Podlaski. Część pododdziałów pułku uczestniczyła 22 sierpnia w walkach o Białystok. Na początku września pułk znalazł się na przedpolu Grodna i obsadził odcinek na Sidrze. Jako straż przednia północnej grupy manewrowej, walczył na Suwalszczyźnie z Litwinami, a po zdobyciu Sejn został skierowany na Lidę. Miał tam wyjść na tyły 3 Armii sowieckiej walczącej pod Grodnem. 28 września toczył walki o zdobycie i utrzymanie Lidy. Znajdowały się tam osaczone dywizje przeciwnika, które usiłowały wydostać się z okrążenia. Po zwycięskich bojach pod Lidą, pułk rozpoczął działania pościgowe. Walczył pod Nowym Siodłem i pod Piasecznem, gdzie zdobył m.in. pociąg pancerny.
Zawieszenie broni zastało pułk w dniu 14 października pod Mińskiem w rejonie Radoszkowic. W wojnie 5 pułk piechoty Legionów poniósł znaczne straty. Zginęło 29 oficerów i 308 szeregowych, a rannych zostało 1039 oficerów i szeregowych.
Za udział w wojnie polsko-bolszewickiej sztandar pułku został odznaczony Srebrnym Krzyżem Orderu Virtuti Militari nr 2929.

### Mapy walk pułku

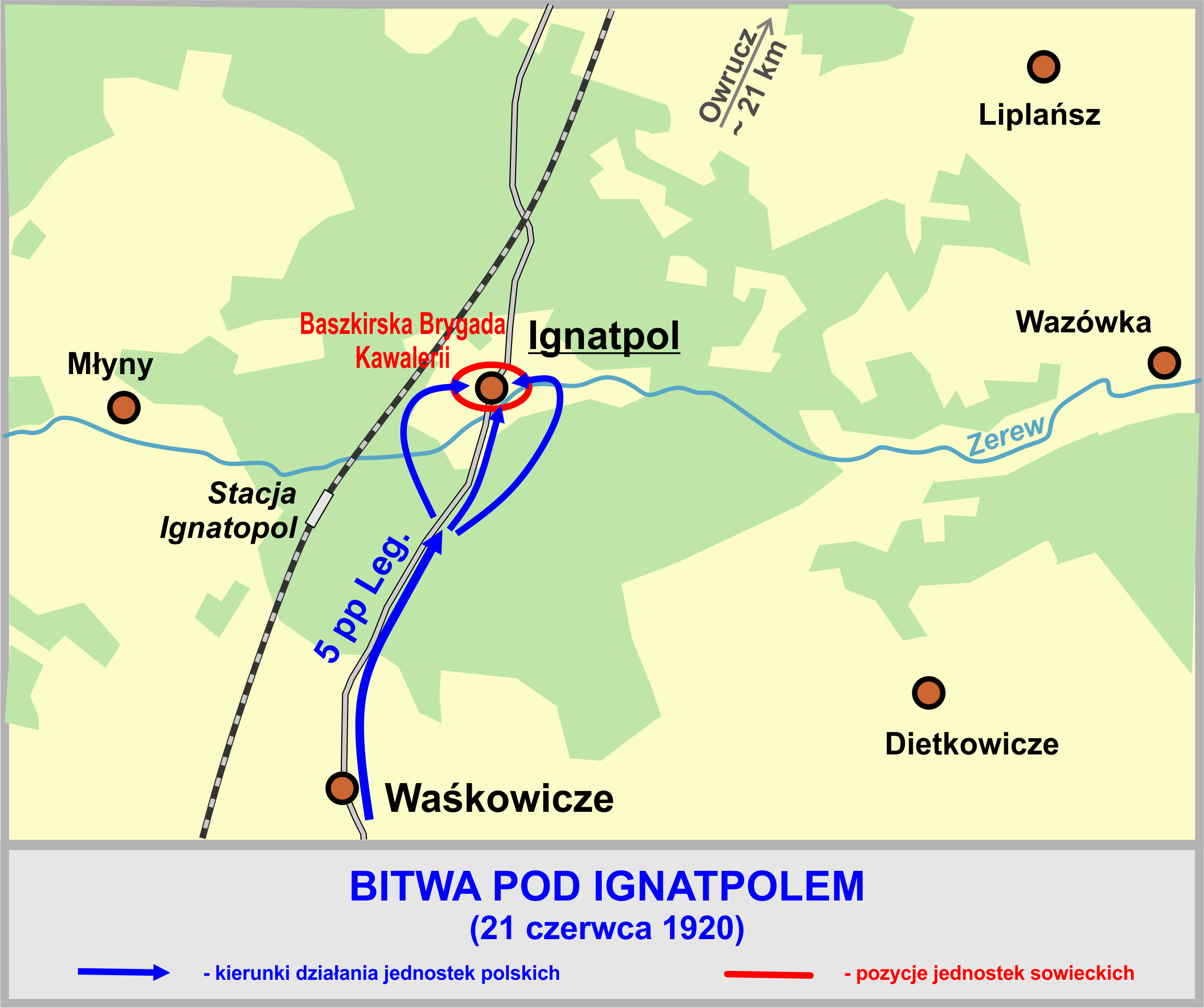
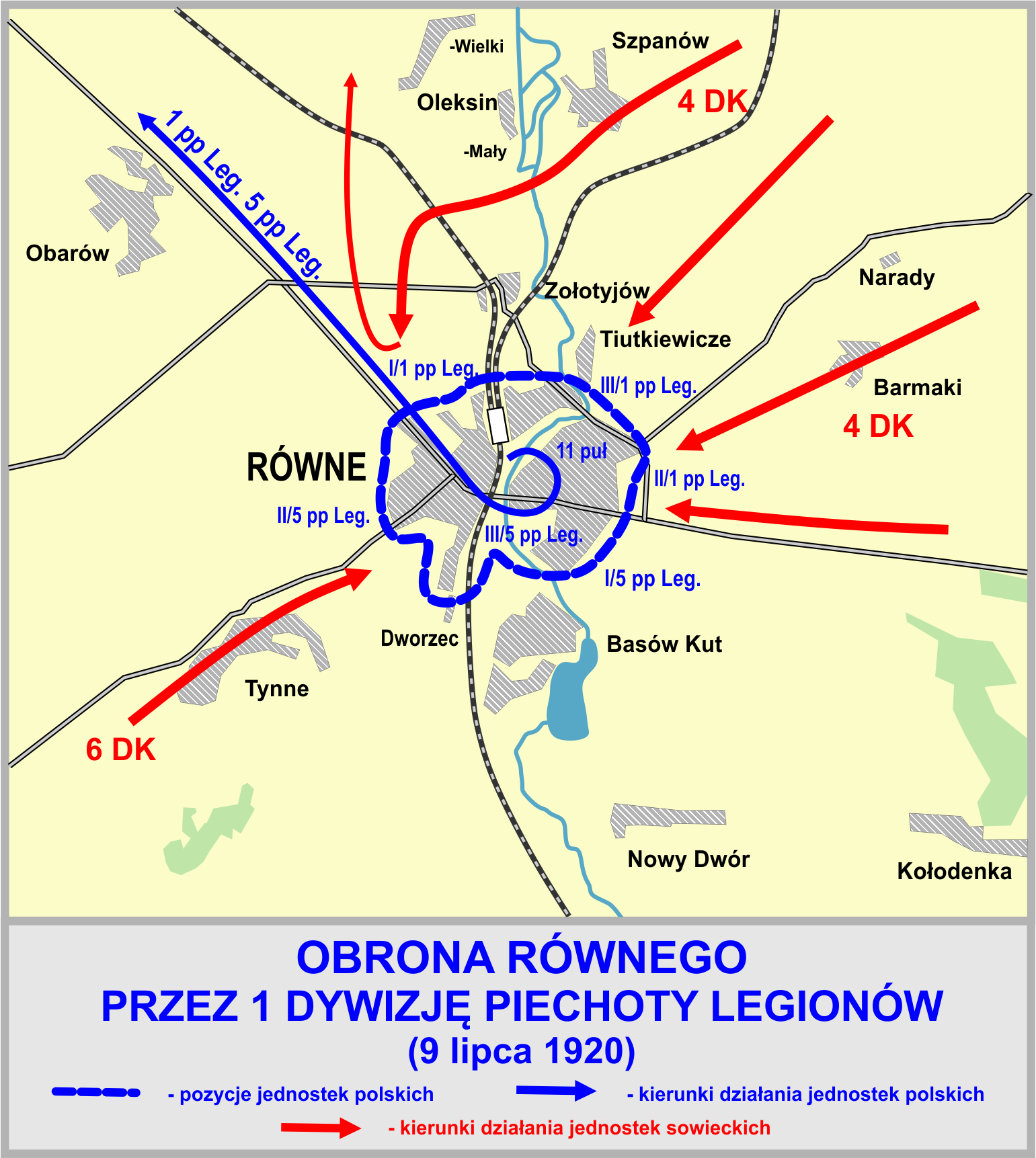
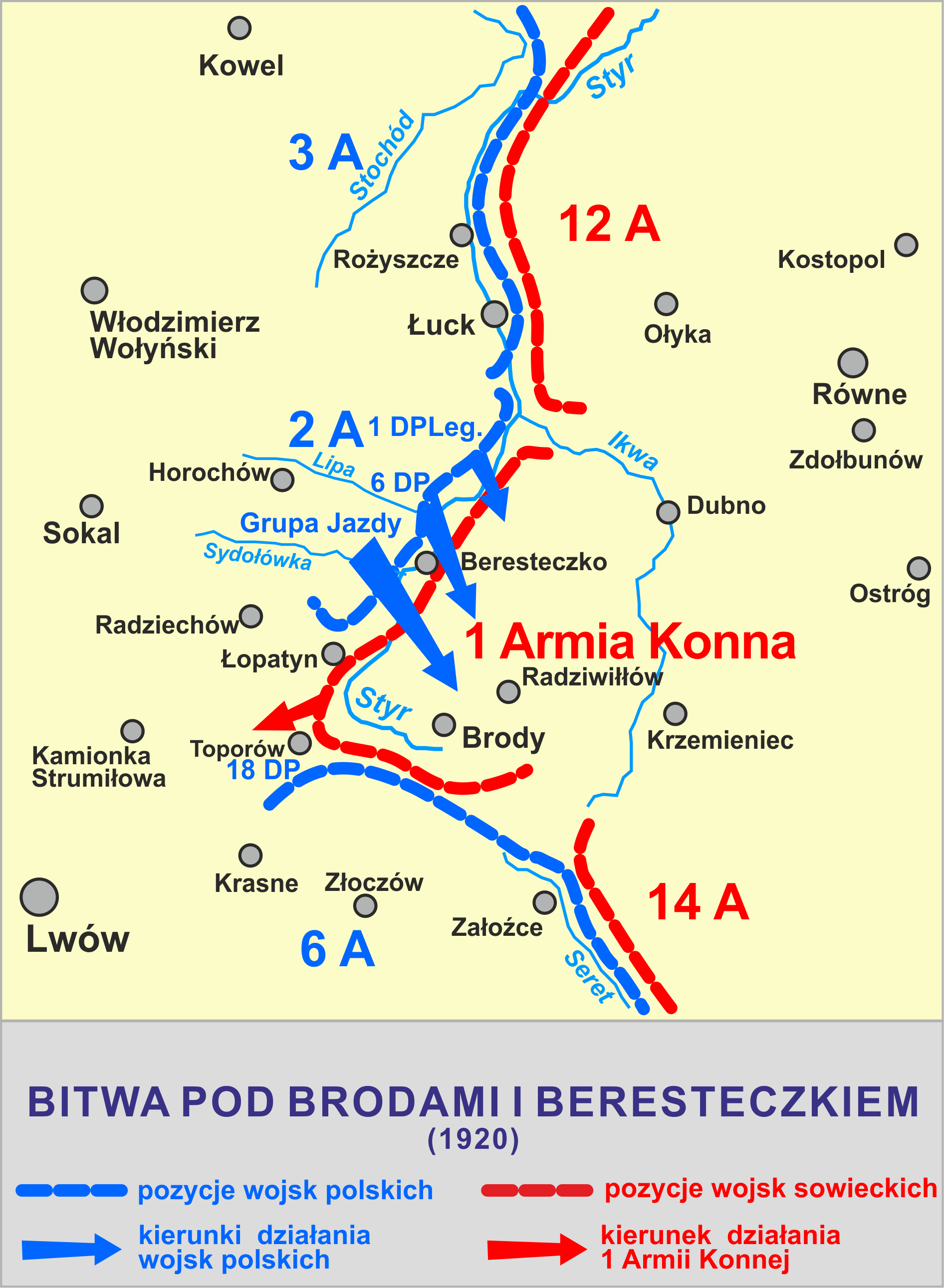
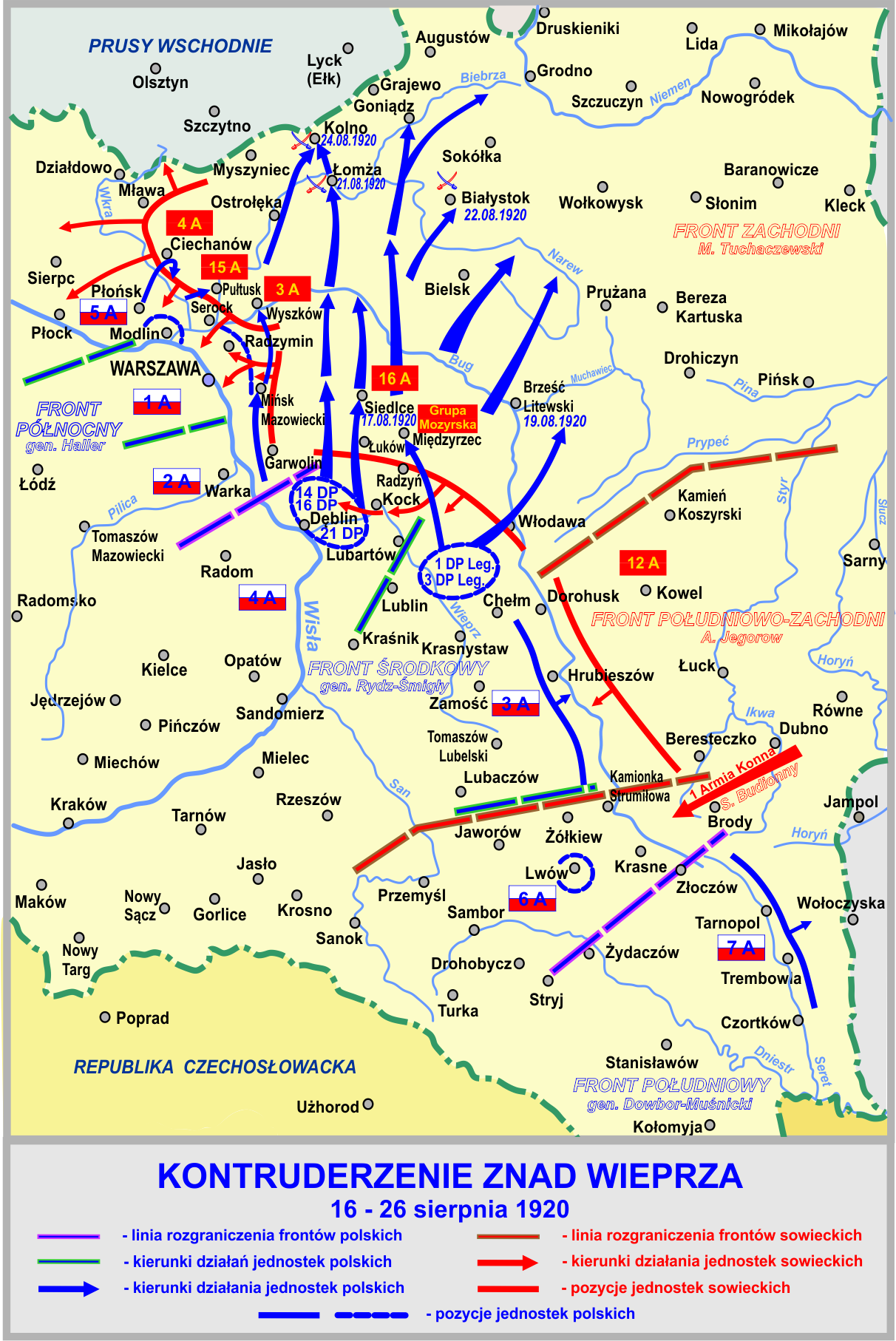
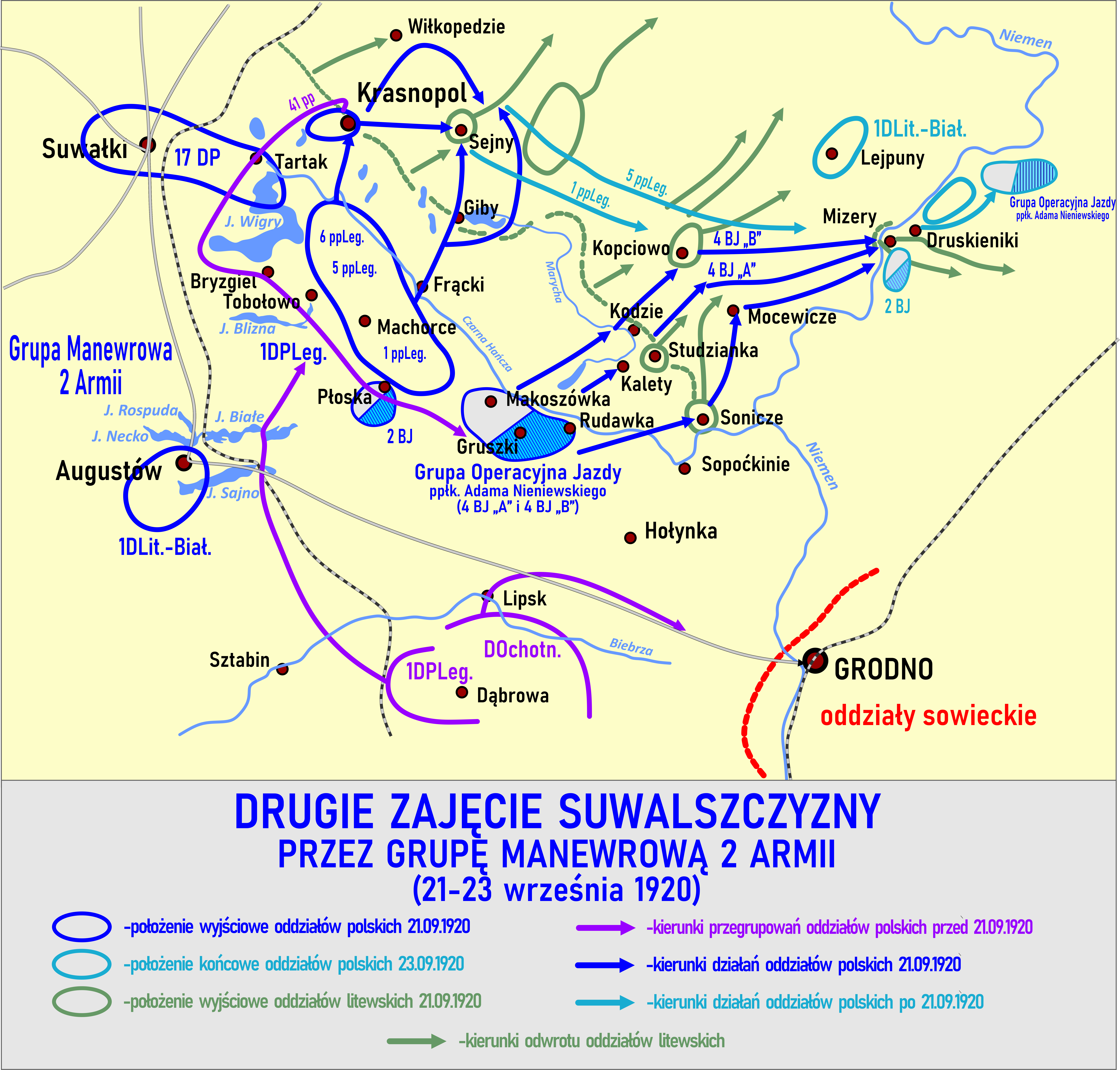

### Kawalerowie Virtuti Militari
| Odznaczeni Krzyżem Srebrnym Orderu Wojskowego Virtuti Militari za wojnę 1918–1920 | Odznaczeni Krzyżem Srebrnym Orderu Wojskowego Virtuti Militari za wojnę 1918–1920 | Odznaczeni Krzyżem Srebrnym Orderu Wojskowego Virtuti Militari za wojnę 1918–1920 |  |
| Stopień                                                                           | Nazwisko i imię                                                                   | Klasa i numer                                                                     |  |
| --------------------------------------------------------------------------------- | --------------------------------------------------------------------------------- | --------------------------------------------------------------------------------- |  |
| starszy sierżant                                                                  | Adamczyk Antoni                                                                   |                                                                                   |  |
| sierżant                                                                          | Wincenty Adamski                                                                  | 661                                                                               |  |
| plutonowy                                                                         | Bachula Wincenty                                                                  |                                                                                   |  |
| starszy sierżant                                                                  | Baran Jan                                                                         |                                                                                   |  |
| podporucznik                                                                      | Baran Ignacy                                                                      |                                                                                   |  |
| podporucznik                                                                      | Kazimierz Bąbiński                                                                | KS nr 736                                                                         |  |
| podporucznik                                                                      | Białkowski Michał                                                                 |                                                                                   |  |
| kapral                                                                            | Biela Jan                                                                         |                                                                                   |  |
| porucznik                                                                         | Jan Bronisław Biesiadecki                                                         | KS nr 4758                                                                        |  |
| podporucznik                                                                      | Józef Bil                                                                         | nr 1661                                                                           |  |
| podporucznik                                                                      | Andrzej Bodzenta                                                                  | KS nr 7965                                                                        |  |
| podpułkownik                                                                      | Władysław Bortnowski                                                              | KS nr 4753                                                                        |  |
| podporucznik                                                                      | Bolesław Brymora                                                                  | KS nr 4812                                                                        |  |
| podporucznik                                                                      | Chabowski Zygmunt                                                                 |                                                                                   |  |
| major                                                                             | Marian Chilewski                                                                  | KS nr 318                                                                         |  |
| podporucznik                                                                      | Karol Chrobaczyński                                                               | KS nr 459                                                                         |  |
| podporucznik                                                                      | Bronisław Chruściel                                                               | KS nr 1167                                                                        |  |
| kapral                                                                            | Dąbrowski Jan                                                                     |                                                                                   |  |
| podporucznik                                                                      | Dąbrowski-Marynarz Tadeusz                                                        |                                                                                   |  |
| starszy sierżant                                                                  | Dębski Stefan                                                                     |                                                                                   |  |
| kapitan                                                                           | Stanisław Długocki-Butrym                                                         |                                                                                   |  |
| podporucznik                                                                      | Dmochowski Kazimierz                                                              |                                                                                   |  |
| major                                                                             | Dobrodzicki Adam                                                                  |                                                                                   |  |
| podpułkownik                                                                      | Jerzy Dobrodzicki                                                                 | KS nr 1029                                                                        |  |
| podporucznik                                                                      | Józef Drotlew                                                                     | KS nr 749                                                                         |  |
| plutonowy                                                                         | Durlej-Zagłoba Stanisław                                                          |                                                                                   |  |
| porucznik                                                                         | Stanisław Dworzański                                                              | KS nr 3170                                                                        |  |
| major                                                                             | Władysław Dziadosz                                                                |                                                                                   |  |
| podporucznik                                                                      | Bolesław Fichna ps. „Semen”                                                       |                                                                                   |  |
| sierżant                                                                          | Fijałkowski Stefan                                                                |                                                                                   |  |
| kapitan                                                                           | Czesław Młot-Fijałkowski                                                          |                                                                                   |  |
| starszy sierżant                                                                  | Fordey-Rybak Rudolf                                                               |                                                                                   |  |
| kapitan                                                                           | Foremny Karol                                                                     |                                                                                   |  |
| major                                                                             | Tadeusz Furgalski                                                                 |                                                                                   |  |
| porucznik                                                                         | Jan Jadrowski                                                                     |                                                                                   |  |
| kapitan                                                                           | Marian Jadwiński                                                                  |                                                                                   |  |
| porucznik                                                                         | Franciszek Jamka-Koperski                                                         |                                                                                   |  |
| podporucznik                                                                      | Janicki-Moch Józef                                                                |                                                                                   |  |
| kapitan                                                                           | Lucjan Janiszewski                                                                |                                                                                   |  |
| podporucznik                                                                      | Jankiewicz Kajetan                                                                |                                                                                   |  |
| podporucznik                                                                      | Jaszczuk Stanisław                                                                |                                                                                   |  |
| porucznik                                                                         | Jaworski Antoni                                                                   |                                                                                   |  |
| porucznik                                                                         | Jaźwiecki Marian                                                                  |                                                                                   |  |
| podporucznik                                                                      | Franciszek Joniak                                                                 |                                                                                   |  |
| sierżant                                                                          | Jurczyński-Kruk Kazimierz                                                         |                                                                                   |  |
| kapitan                                                                           | Alojzy Kaczmarczyk                                                                |                                                                                   |  |
| sierżant                                                                          | Kaczor-Sowa Jan                                                                   |                                                                                   |  |
| podpułkownik doktor                                                               | Kappelner-Kaplicki Mieczysław                                                     |                                                                                   |  |
| kapral                                                                            | Karolewski Karol                                                                  |                                                                                   |  |
| kapral                                                                            | Karwacki Stefan                                                                   |                                                                                   |  |
| podporucznik                                                                      | Karwacki-Bończa Zygmunt                                                           |                                                                                   |  |
| podporucznik                                                                      | Kaszubski-Król Stanisław                                                          |                                                                                   |  |
| starszy legionista                                                                | Kaszubski Tadeusz                                                                 |                                                                                   |  |
| kapral                                                                            | Libański Adam                                                                     |                                                                                   |  |
| kapitan                                                                           | Lipiński Wacław                                                                   |                                                                                   |  |
| podporucznik                                                                      | Liszka Stanisław                                                                  |                                                                                   |  |
| podporucznik                                                                      | Liwacz Kazimierz                                                                  |                                                                                   |  |
| starszy legionista                                                                | Łoś Andrzej                                                                       |                                                                                   |  |
| starszy legionista                                                                | Mac Henryk                                                                        |                                                                                   |  |
| porucznik                                                                         | Machnowski Feliks                                                                 |                                                                                   |  |
| starszy sierżant                                                                  | Majewski Stanisław                                                                |                                                                                   |  |
| podporucznik                                                                      | Maksymowicz-Nawrot Roman                                                          |                                                                                   |  |
| kapral                                                                            | Mańkowski Leon                                                                    |                                                                                   |  |
| porucznik                                                                         | Markiewicz Mieczysław                                                             |                                                                                   |  |
| kapitan                                                                           | Maruszewski Artur                                                                 |                                                                                   |  |
| legionista                                                                        | Masijewicz Antoni                                                                 |                                                                                   |  |
| legionista                                                                        | Matusiak Franciszek                                                               |                                                                                   |  |
| chorąży                                                                           | Mazurek Artur                                                                     |                                                                                   |  |
| sierżant                                                                          | Meduski Dobiesław                                                                 |                                                                                   |  |
| porucznik                                                                         | Michalski Jan                                                                     |                                                                                   |  |
| kapral                                                                            | Michałkiewicz Franciszek                                                          | KS nr 6615                                                                        |  |
| kapitan                                                                           | Mikicki Jan                                                                       |                                                                                   |  |
| kapitan                                                                           | Mikulski-Rapid Józef                                                              | KS nr 6483                                                                        |  |
| porucznik                                                                         | Pstrokoński Feliks                                                                |                                                                                   |  |
| kapitan                                                                           | Floyar-Rajchman Henryk                                                            |                                                                                   |  |
| porucznik                                                                         | Rapacki Alfred                                                                    |                                                                                   |  |
| podporucznik                                                                      | Rec Adam                                                                          |                                                                                   |  |
| starszy sierżant                                                                  | Roczniak Józef                                                                    |                                                                                   |  |
| major                                                                             | Rowecki Stefan                                                                    |                                                                                   |  |
| podporucznik                                                                      | Różycki-Cycoń Franciszek                                                          |                                                                                   |  |
| kapitan                                                                           | Rusin Władysław                                                                   |                                                                                   |  |
| porucznik                                                                         | Ruszar Franciszek                                                                 |                                                                                   |  |
| kapitan                                                                           | Ruszczyc Leopold                                                                  |                                                                                   |  |
| porucznik                                                                         | Rybarski Leon                                                                     |                                                                                   |  |
| kapitan                                                                           | Ryszanek Władysław                                                                |                                                                                   |  |
| sierżant                                                                          | Rzeszotko-Julski Józef                                                            |                                                                                   |  |
| kapitan                                                                           | Sablik Kazimierz                                                                  |                                                                                   |  |
| kapitan                                                                           | Sadowski Jan                                                                      |                                                                                   |  |
| sierżant                                                                          | Salabura Stanisław                                                                |                                                                                   |  |
| sierżant                                                                          | Sałamaszyński Józef                                                               |                                                                                   |  |
| kapral                                                                            | Sapek Jan                                                                         |                                                                                   |  |
| porucznik                                                                         | Sarmacki Władysław                                                                |                                                                                   |  |
| kapitan                                                                           | Sarnowicz Kazimierz                                                               |                                                                                   |  |
| pchor.                                                                            | Wrócisław Smoleński                                                               | 3165                                                                              |  |
| sierżant                                                                          | Waligóra Władysław                                                                |                                                                                   |  |
| kapral                                                                            | Kaucz Wacław                                                                      |                                                                                   |  |
| sierżant                                                                          | Klimpel Kazimierz Adam                                                            |                                                                                   |  |
| sierżant                                                                          | Kobiałka Jan                                                                      |                                                                                   |  |
| major                                                                             | Koc Leon                                                                          |                                                                                   |  |
| podporucznik                                                                      | Kociszewski Eugeniusz                                                             |                                                                                   |  |
| podporucznik                                                                      | Koczwara Marian                                                                   |                                                                                   |  |
| sierżant                                                                          | Konas-Mur Edward                                                                  |                                                                                   |  |
| porucznik                                                                         | Konieczny Włodzimierz                                                             |                                                                                   |  |
| podporucznik                                                                      | Koniński Kazimierz                                                                | KS nr 7972                                                                        |  |
| kapitan                                                                           | Kopański Czesław                                                                  |                                                                                   |  |
| legionista                                                                        | Kordalski Teofil                                                                  |                                                                                   |  |
| podporucznik                                                                      | Kosiński Korneliusz                                                               |                                                                                   |  |
| kapitan                                                                           | Kossakowski Adam                                                                  |                                                                                   |  |
| sierżant                                                                          | Kossuth Stanisław                                                                 |                                                                                   |  |
| porucznik                                                                         | Kotarba-Ewka Feliks                                                               |                                                                                   |  |
| sierżant                                                                          | Kotarba Stefan                                                                    |                                                                                   |  |
| kapitan                                                                           | Leukos-Kowalski Stefan                                                            |                                                                                   |  |
| sierżant                                                                          | Kozik-Alan Mieczysław                                                             |                                                                                   |  |
| kapitan                                                                           | Młodkowski Tadeusz                                                                |                                                                                   |  |
| kapral                                                                            | Młodnicki-Sawczyński Adam                                                         |                                                                                   |  |
| legionista                                                                        | Mogielski Jakub                                                                   |                                                                                   |  |
| kapral                                                                            | Młyński-Gawron Józef                                                              |                                                                                   |  |
| kapitan                                                                           | Modelski-Żubr Zygmunt                                                             |                                                                                   |  |
| kapitan                                                                           | Münnich Tadeusz                                                                   |                                                                                   |  |
| starszy legionista                                                                | Muś Józef                                                                         |                                                                                   |  |
| plutonowy                                                                         | Feliks Sitny                                                                      |                                                                                   |  |
| porucznik                                                                         | Muzyka Władysław                                                                  |                                                                                   |  |
| starszy sierżant                                                                  | Musiałek-Łowicki Stefan                                                           |                                                                                   |  |
| major                                                                             | Myszkowski Aleksander Zygmunt                                                     |                                                                                   |  |
| podporucznik                                                                      | Nehring-Dunin Aleksy                                                              | KS nr 6484                                                                        |  |
| podporucznik                                                                      | Nowak Józef                                                                       |                                                                                   |  |
| major                                                                             | Nowowiejski Alojzy ps. „Gluth”                                                    |                                                                                   |  |
| chorąży                                                                           | Ogłaza Bolesław                                                                   |                                                                                   |  |
| kapitan                                                                           | Ożóg-Orzegowski Antoni                                                            | nr 6623                                                                           |  |
| starszy sierżant                                                                  | Schlichtinger Bronisław                                                           | KS nr 249                                                                         |  |
| starszy sierżant                                                                  | Sipika Kazimierz                                                                  | Krzyż Złoty, Krzyż Srebrny                                                        |  |
| kapral                                                                            | Siupka Józef                                                                      | KS nr 6527                                                                        |  |
| podpułkownik doktor                                                               | Sławoj Składkowski Felicjan                                                       |                                                                                   |  |
| pułkownik                                                                         | Skwarczyński Stanisław                                                            |                                                                                   |  |
| kapitan                                                                           | Śledziński Stefan ps. „Lidzki”                                                    |                                                                                   |  |
| starszy sierżant                                                                  | Słoma Jan                                                                         |                                                                                   |  |
| podpułkownik doktor                                                               | Sokołowski Mieczysław                                                             |                                                                                   |  |
| porucznik                                                                         | Stachiewicz Wacław                                                                |                                                                                   |  |
| podporucznik                                                                      | Stankiewicz Gabriel                                                               |                                                                                   |  |
| kapitan                                                                           | Starzyński Roman                                                                  |                                                                                   |  |
| podporucznik                                                                      | Stanisław Steczyński ps. „Mścisław”                                               | KS nr 6488                                                                        |  |
| legionista                                                                        | Stelmaszek Władysław                                                              |                                                                                   |  |
| kapral                                                                            | Stopczyk Zygmunt                                                                  |                                                                                   |  |
| podporucznik                                                                      | Strzelecki Walerian                                                               |                                                                                   |  |
| sierżant                                                                          | Styliński Franciszek                                                              |                                                                                   |  |
| sierżant                                                                          | Sulkiewicz Aleksander Emirza Beg                                                  |                                                                                   |  |
| kapitan                                                                           | Jan Świątecki ps. „Taczewski”                                                     |                                                                                   |  |
| podporucznik                                                                      | Świerk Rudolf                                                                     |                                                                                   |  |
| podporucznik                                                                      | Galas Mieczysław                                                                  |                                                                                   |  |
| podporucznik                                                                      | Gębski Władysław                                                                  |                                                                                   |  |
| starszy legionista                                                                | Gertner Roman                                                                     |                                                                                   |  |
| chorąży                                                                           | Gołębiowski Władysław                                                             |                                                                                   |  |
| starszy legionista                                                                | Gorzkowski Stanisław                                                              |                                                                                   |  |
| sierżant                                                                          | Gorzkowski-Narski Wincenty                                                        |                                                                                   |  |
| podporucznik                                                                      | Greczyło Ignacy                                                                   |                                                                                   |  |
| legionista                                                                        | Gródecki Tomasz                                                                   | KS nr 6535                                                                        |  |
| kapitan                                                                           | Grudziński Julian                                                                 |                                                                                   |  |
| podporucznik                                                                      | Grügel-Sokół Bolesław                                                             |                                                                                   |  |
| starszy legionista                                                                | Gruszczyński Antoni                                                               |                                                                                   |  |
| podporucznik                                                                      | Grzyb Józef Joachim                                                               |                                                                                   |  |
| legionista                                                                        | Gutt Franciszek                                                                   |                                                                                   |  |
| kapral                                                                            | Gutt Paweł                                                                        |                                                                                   |  |
| podporucznik                                                                      | śp. ppor. Stanisław Guzowski ps. „Busse” nr 6471                                  |                                                                                   |  |
| porucznik                                                                         | Hajec Jan                                                                         |                                                                                   |  |
| major                                                                             | Andrzej Hałaciński                                                                |                                                                                   |  |
| starszy sierżant                                                                  | Handzlik Jan                                                                      |                                                                                   |  |
| kapral                                                                            | Hebda Jan                                                                         |                                                                                   |  |
| sierżant                                                                          | Heilpern Bolesław                                                                 |                                                                                   |  |
| kapral                                                                            | Heinz Tadeusz                                                                     |                                                                                   |  |
| kapitan                                                                           | Hempel Zygmunt                                                                    |                                                                                   |  |
| kapitan                                                                           | Hojarczyk-Biały Jerzy                                                             |                                                                                   |  |
| kapitan                                                                           | Hojnor Stanisław                                                                  | KS nr 7988                                                                        |  |
| major                                                                             | Hozer Kazimierz                                                                   |                                                                                   |  |
| legionista                                                                        | Iwanicki Stanisław                                                                |                                                                                   |  |
| kapral                                                                            | Hyla Wincenty                                                                     |                                                                                   |  |
| kapral                                                                            | Iwaniuk Antoni                                                                    |                                                                                   |  |
| podporucznik                                                                      | Kozłowski Stefan                                                                  | KS nr 7970                                                                        |  |
| podporucznik                                                                      | Kozłowski Włodzimierz                                                             |                                                                                   |  |
| porucznik                                                                         | Kramar Stanisław                                                                  |                                                                                   |  |
| sierżant                                                                          | Krawczyk Paweł                                                                    |                                                                                   |  |
| kapral                                                                            | Królikowski Jan                                                                   |                                                                                   |  |
| porucznik                                                                         | Krysa Jan                                                                         |                                                                                   |  |
| major                                                                             | Krzyżanowski Bolesław                                                             |                                                                                   |  |
| podporucznik                                                                      | Kubasiewicz Ludwik                                                                |                                                                                   |  |
| sierżant                                                                          | Kucharski Władysław                                                               |                                                                                   |  |
| podporucznik                                                                      | Kusztra Józef                                                                     |                                                                                   |  |
| podporucznik                                                                      | Kuczajowski vel Kuczaj Wacław                                                     | 6602                                                                              |  |
| podpułkownik doktor                                                               | Kwaśniewski Mikołaj                                                               |                                                                                   |  |
| kapral                                                                            | Lemiesz Jan                                                                       |                                                                                   |  |
| kapitan                                                                           | Lepiarz Ludwik                                                                    |                                                                                   |  |
| porucznik                                                                         | Leśniak Władysław                                                                 |                                                                                   |  |
| major                                                                             | Leśniewski-Jołka Stanisław                                                        |                                                                                   |  |
| kapitan                                                                           | Lewin Maksymilian                                                                 |                                                                                   |  |
| podporucznik                                                                      | Pacholski Marian                                                                  |                                                                                   |  |
| kapitan                                                                           | Pajerski Jakub                                                                    |                                                                                   |  |
| kapitan                                                                           | Panczakiewicz Adolf                                                               |                                                                                   |  |
| sierżant                                                                          | Pannenko Tadeusz                                                                  |                                                                                   |  |
| sierżant                                                                          | Parzucha-Manek Marian                                                             |                                                                                   |  |
| starszy sierżant                                                                  | Pawlikowski Wiktor                                                                |                                                                                   |  |
| kapral                                                                            | Październik-Mściwoj Feliks                                                        |                                                                                   |  |
| porucznik                                                                         | Peszek Walenty                                                                    |                                                                                   |  |
| podporucznik                                                                      | Pfeiffer Franciszek Edward                                                        |                                                                                   |  |
| starszy sierżant                                                                  | Piotrowski Stanisław                                                              |                                                                                   |  |
| starszy sierżant                                                                  | Piskorz Karol                                                                     |                                                                                   |  |
| podporucznik                                                                      | Plackowski Wacław                                                                 |                                                                                   |  |
| kapral                                                                            | Podoba Stanisław                                                                  |                                                                                   |  |
| kapitan                                                                           | Podolski Marian                                                                   |                                                                                   |  |
| major                                                                             | Kazimierz Polkowski                                                               | KS nr 6630                                                                        |  |
| sierżant                                                                          | Porębski Teofil                                                                   |                                                                                   |  |
| legionista                                                                        | Powalski Józef                                                                    |                                                                                   |  |
| starszy legionista                                                                | Preis Władysław                                                                   |                                                                                   |  |
| podporucznik                                                                      | Prus-Grzybowski Władysław                                                         |                                                                                   |  |
| sierżant                                                                          | Świętoniowski Bogumił                                                             |                                                                                   |  |
| podporucznik                                                                      | Szajda Bolesław                                                                   |                                                                                   |  |
| kapitan                                                                           | Szczepanowski Józef                                                               |                                                                                   |  |
| podporucznik                                                                      | Szczepkowski Andrzej                                                              |                                                                                   |  |
| kapral                                                                            | Szczerba Włodzimierz                                                              |                                                                                   |  |
| plutonowy                                                                         | Szczerbiec-Jaworski Stanisław                                                     |                                                                                   |  |
| kapral                                                                            | Szkaradek Ignacy                                                                  |                                                                                   |  |
| starszy sierżant                                                                  | Szletyński Józef                                                                  |                                                                                   |  |
| porucznik                                                                         | Szpunar Bolesław                                                                  |                                                                                   |  |
| sierżant                                                                          | Szybowicz Jan                                                                     |                                                                                   |  |
| podchorązy                                                                        | Szylar Antoni                                                                     |                                                                                   |  |
| porucznik                                                                         | Tabean Henryk                                                                     |                                                                                   |  |
| porucznik                                                                         | Tarnowski Władysław                                                               |                                                                                   |  |
| porucznik                                                                         | Trojanowski Czesław                                                               |                                                                                   |  |
| kapral                                                                            | Tryszczyła Tadeusz                                                                |                                                                                   |  |
| sierżant                                                                          | Uhler Józef                                                                       |                                                                                   |  |
| kapral                                                                            | Uhlman Paweł                                                                      |                                                                                   |  |
| kapitan                                                                           | Orlicz Józef vel Józef Walczyk                                                    |                                                                                   |  |
| kapitan                                                                           | Wańczyk Jan                                                                       |                                                                                   |  |
| porucznik                                                                         | Wardaszko Wacław                                                                  |                                                                                   |  |
| podporucznik                                                                      | Warski-Herbut Ryszard                                                             |                                                                                   |  |
| sierżant                                                                          | Wądołowski Karol                                                                  |                                                                                   |  |
| podporucznik                                                                      | Wąsaty Stanisław                                                                  |                                                                                   |  |
| major                                                                             | Wąsik Władysław                                                                   |                                                                                   |  |
| starszy legionista                                                                | Werner Bolesław                                                                   |                                                                                   |  |
| plutonowy                                                                         | Werner Robert                                                                     | KS 987                                                                            |  |
| kapitan                                                                           | Węgrzyn Franciszek                                                                |                                                                                   |  |
| podporucznik                                                                      | Węgrzynowski Leon                                                                 |                                                                                   |  |
| sierżant                                                                          | Więckowicz Jan                                                                    |                                                                                   |  |
| podporucznik                                                                      | Wilczyński Wilhelm                                                                |                                                                                   |  |
| sierżant                                                                          | Stanisław Winiarski ps. „Sowa”                                                    | nr 6665                                                                           |  |
| kapitan                                                                           | Winiarski Władysław                                                               |                                                                                   |  |
| podporucznik                                                                      | Witlin Włodzimierz                                                                |                                                                                   |  |
| kapitan                                                                           | Woskowicz Władysław                                                               |                                                                                   |  |
| kapitan                                                                           | Wójcik Tadeusz                                                                    |                                                                                   |  |
| podchorąży                                                                        | Stanisław Wolski                                                                  | KS nr 6540                                                                        |  |
| porucznik                                                                         | Roman Wróbel                                                                      |                                                                                   |  |
| plutonowy                                                                         | Szczepan Wyszyński                                                                |                                                                                   |  |
| kapitan                                                                           | Jan Zachodny                                                                      | KS nr 6670                                                                        |  |
| kapitan                                                                           | Paweł Zagórowski ps. „Strzemię”                                                   | KS nr 6671                                                                        |  |
| podporucznik                                                                      | Zdzisław Zajączkowski                                                             |                                                                                   |  |
| podporucznik                                                                      | Tadeusz Zaliwski-Sowa                                                             |                                                                                   |  |
| podporucznik                                                                      | Jan Konstanty Zaremba                                                             | KS nr 4816                                                                        |  |
| podporucznik                                                                      | Stanisław III Zarębski                                                            |                                                                                   |  |
| major                                                                             | Józef Tunguz-Zawiślak                                                             | KS nr 6672                                                                        |  |
| starszy legionista                                                                | Mieczysław Zieliński                                                              |                                                                                   |  |
| kapitan                                                                           | Zieliński-Zielan Stefan                                                           | KS nr 6673                                                                        |  |
| porucznik                                                                         | Franciszek Żak                                                                    | KS nr 5935                                                                        |  |
| kapral                                                                            | Jan Żywek                                                                         |                                                                                   |  |

## Pułk w okresie pokoju

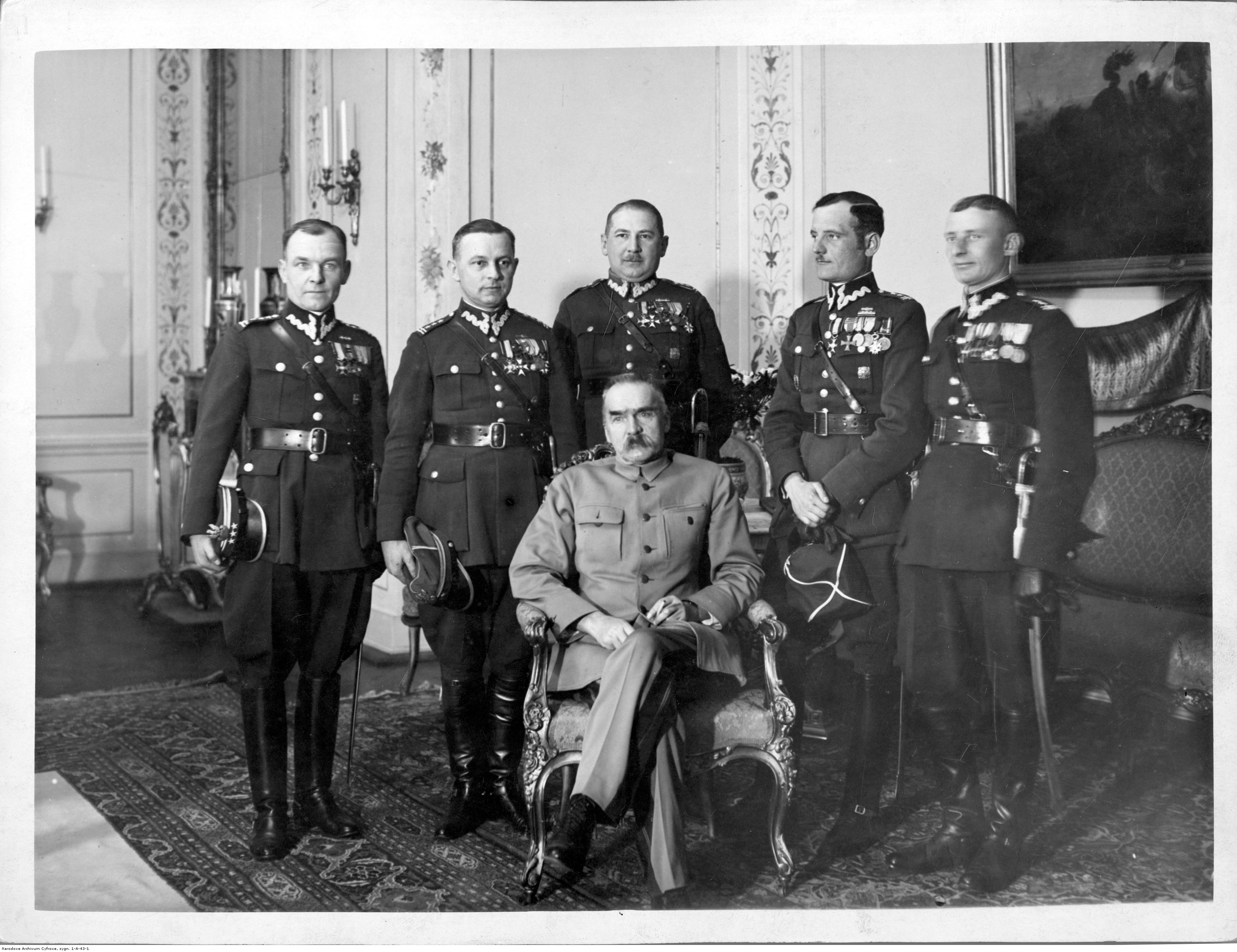
Wręczenie marszałkowi Polski Józefowi Piłsudskiemu pamiątkowej odznaki pułków 1 DP Leg; d-ca 5 pp Leg. płk Teodor Furgalski trzeci z lewej

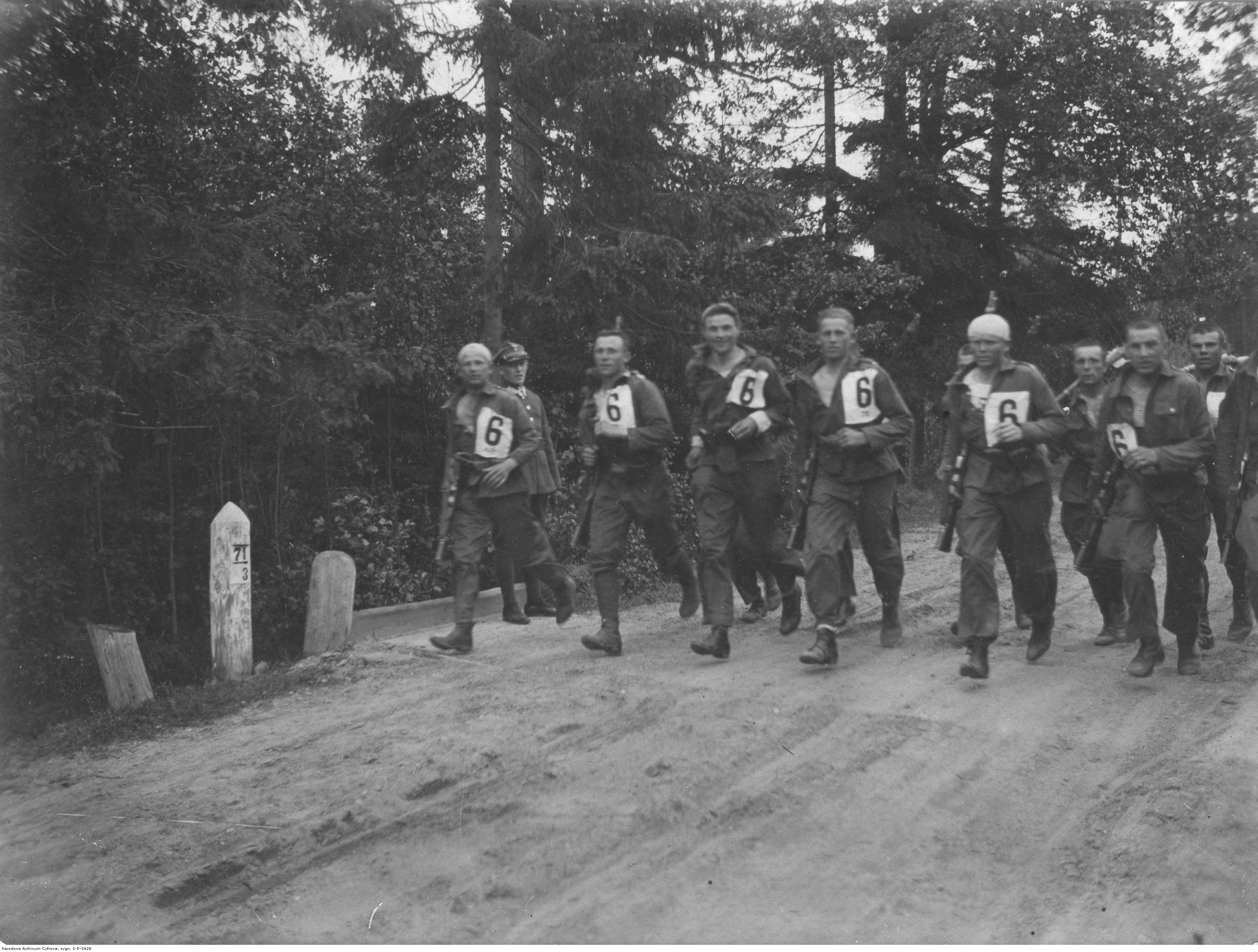
Zwycięska drużyna 5 pp Leg w marszu „Szlakiem króla Stefana Batorego” na trasie Konstantynów-Wilno liczącej 86 km

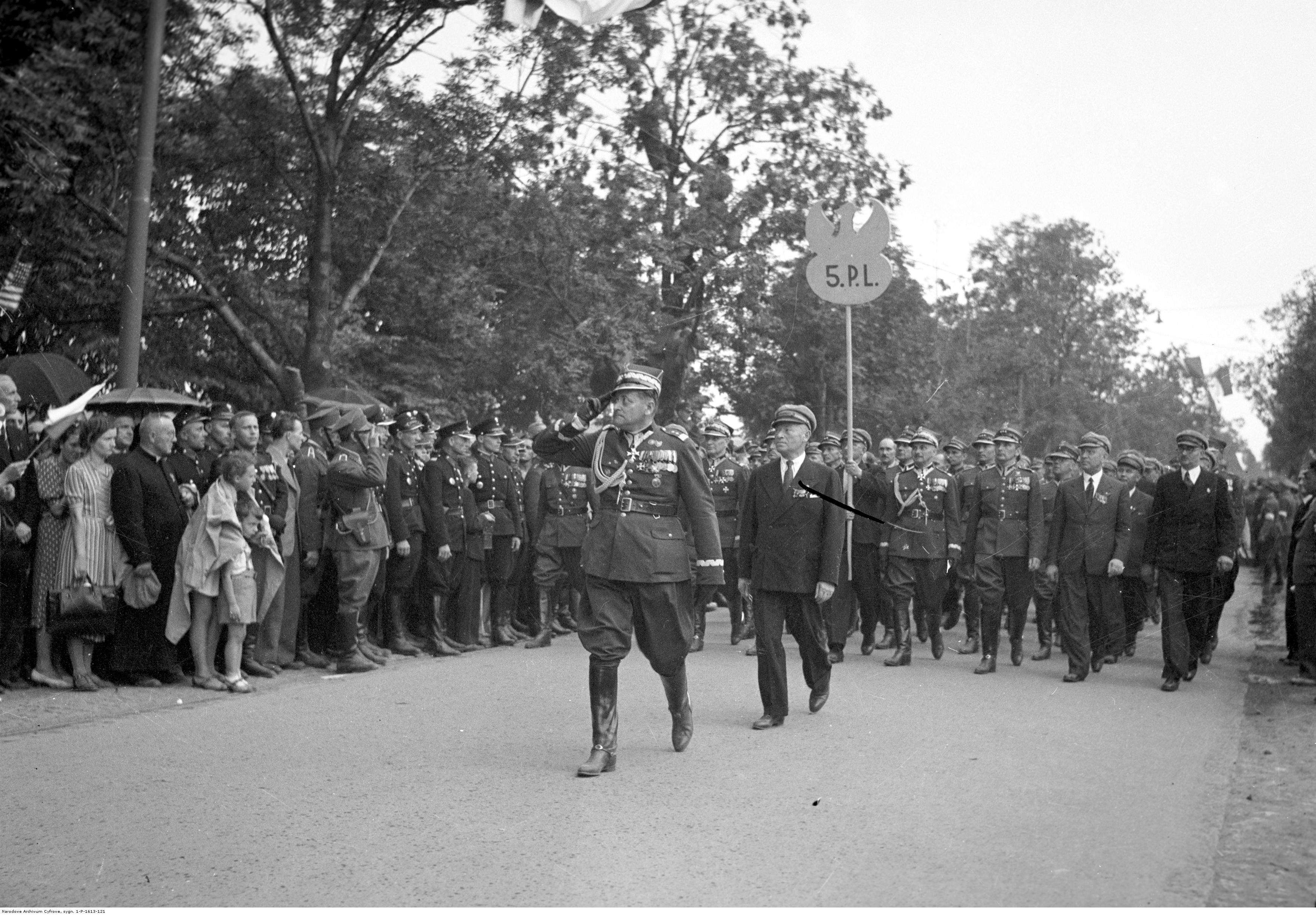
Zjazd legionistów w Krakowie 6 sierpnia 1939 – defilują żołnierze 5 pp Leg.

Po zakończeniu działań wojennych i zawarciu pokoju w marcu 1921 roku, 5 pułk został skierowany na linię demarkacyjną polsko-litewską do Lebiediewa. Przez 4 miesiące pełnił tam służbę patrolową. W lipcu 1921 roku przeszedł do Lidy, gdzie został zakwaterowany w dawnych koszarach rosyjskich. Pułk organizacyjnie w dalszym ciągu pozostał w składzie 1 DP Leg. Jesienią 1922 roku został z Lidy przeniesiony do Wilna. Wspólnie z 1 pp Leg. zajął koszary za Wilią na Śnipiszkach. W 1927 roku koszary otrzymały imię „1 Brygady Legionów Komendanta Józefa Piłsudskiego”. Przejście pułku do Wilna było bardzo korzystne, ponieważ obok koszar znajdował się obszerny plac na zbiórki i ćwiczenia. Można było na nim prowadzić szkolenie w zakresie pojedynczego strzelca i drużyny. Była tam również strzelnica zbudowana przez pułk i place sportowe. W barwach pułku występował Franciszek Herchold, srebrny medalista Mistrzostw Polski w Lekkoatletyce w 1923 roku. Plutony pułku na szkolenie plutonu maszerowały do odległego od Wilna obozu w Kojranach, natomiast zajęcia zgrywające kompanię i batalion odbywały się w Bezdanach, a później na poligonie „Pohulanka”.
Kadra batalionu zapasowego pod komendą majora Franciszka Polniaszka pozostawała w Warszawie. 6 stycznia 1924 szef Sztabu Generalnego pismem L. 876/Mob. Zmiana terminów przesunięcia oddziałów zarządził przeniesienie magazynów mob. pułku z Warszawy do Wilna w terminie od 29 maja do 5 czerwca 1924. W tym samym terminie została zlikwidowana kadra batalionu zapasowego.
W pułku panowała specyficzna atmosfera, przesiąknięta tradycją legionową. Zachowana została nazwa „legionista” dla określenia szeregowych i nieformalna nazwa pułku „Zuchowaci”. W pułku kultem otaczano osobę Józefa Piłsudskiego. Imieniny Marszałka w dniu 19 marca były rokrocznie uroczyście obchodzone, a byli legioniści w czasie pogadanek i odczytów popularyzowali walki pułku pod dowództwem Komendanta. Zewnętrznym przejawem przywiązania do Marszałka było wprowadzenie w 1937 roku monogramu Józefa Piłsudskiego zamiast dotychczas noszonego na naramiennikach kurtek i płaszczy garnizonowych numeru pułku. Na podstawie rozkazu pułk otrzymał honorowe szefostwo Marszałka i od tej pory jego pełna nazwa brzmiała: „5 Pułk Piechoty Legionów Józefa Piłsudskiego”.
19 maja 1927 roku Minister Spraw Wojskowych marszałek Polski Józef Piłsudski ustalił i zatwierdził dzień 18 grudnia jako datę święta pułkowego. Pułk obchodził swoje święto w rocznicę powstania pułku w 1914 roku.
Na podstawie rozkazu wykonawczego Ministerstwa Spraw Wojskowych do Departamentu Piechoty o wprowadzeniu organizacji piechoty na stopie pokojowej PS 10-50 z 1930 roku, w Wojsku Polskim wprowadzono trzy typy pułków piechoty. 5 pułk piechoty zaliczony został do typu II pułków piechoty (tzw. wzmocnionych). W każdym roku otrzymywał około 845 rekrutów. Stan osobowy pułku wynosił 68 oficerów oraz 1900 podoficerów i szeregowców. Na czas wojny przewidywany był do pierwszego rzutu mobilizacyjnego. W okresie zimowym posiadał dwa bataliony starszego rocznika i batalion szkolny, w okresie letnim zaś trzy bataliony strzeleckie. Jego stany były wyższe od pułku „normalnego” (typ I) o ok. 400–700 żołnierzy. W tym czasie wprowadzono też dodatkowo kompanię karabinów maszynowych. Stan pułku powiększył się o 4 oficerów, 13 podoficerów, 1200 szeregowców i 12 karabinów maszynowych.
Oficerowie sztabu i dowódcy batalionów w większości posiadali doświadczenie bojowe uzyskane w czasie I wojny światowej i wojny polsko-bolszewickiej. Grupa najstarszych podoficerów miała za sobą udział w obu wojnach i wieloletnią praktykę w dowodzeniu.

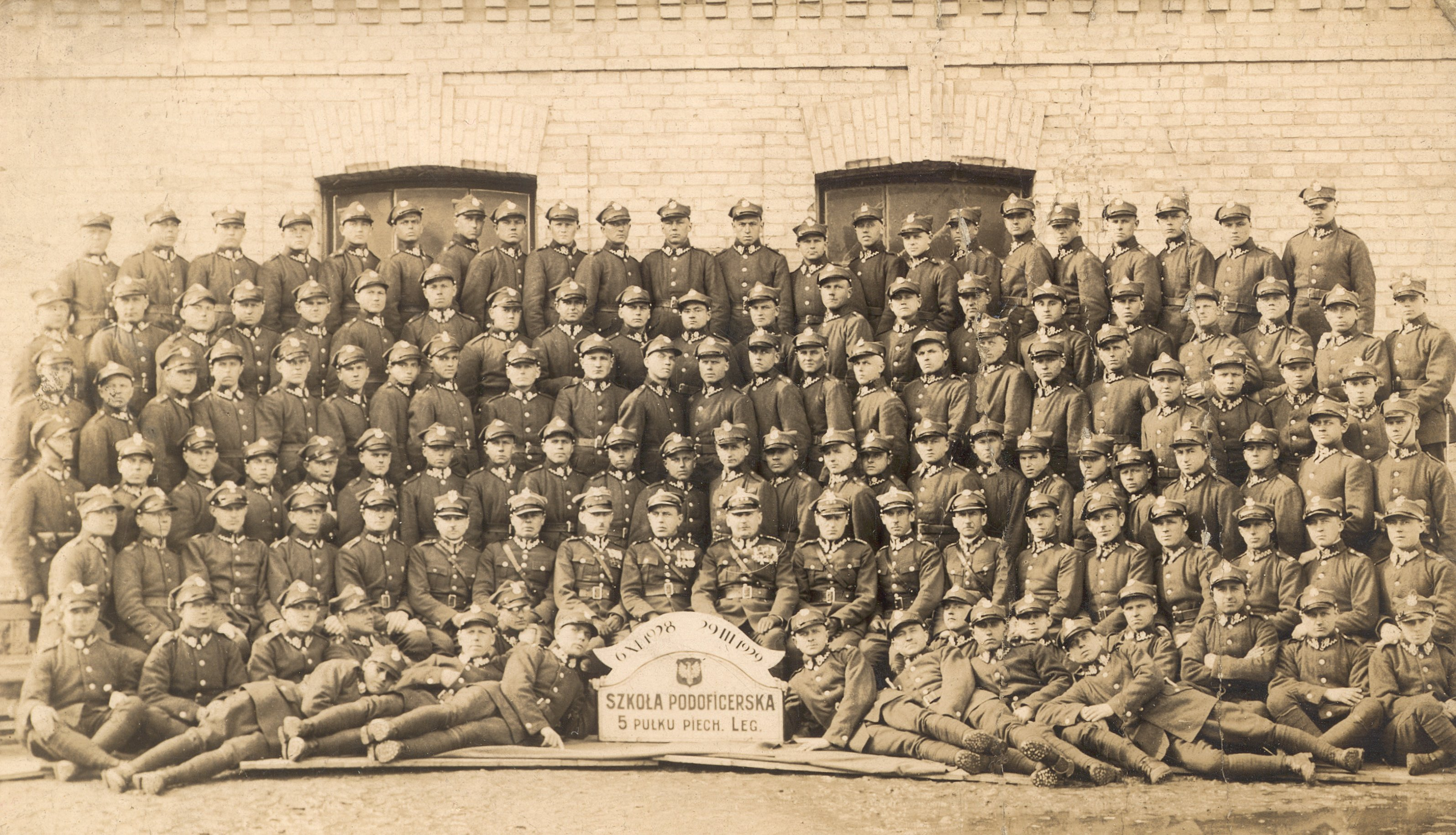
Szkoła Podoficerska 5 pułku piechoty Legionów w Wilnie

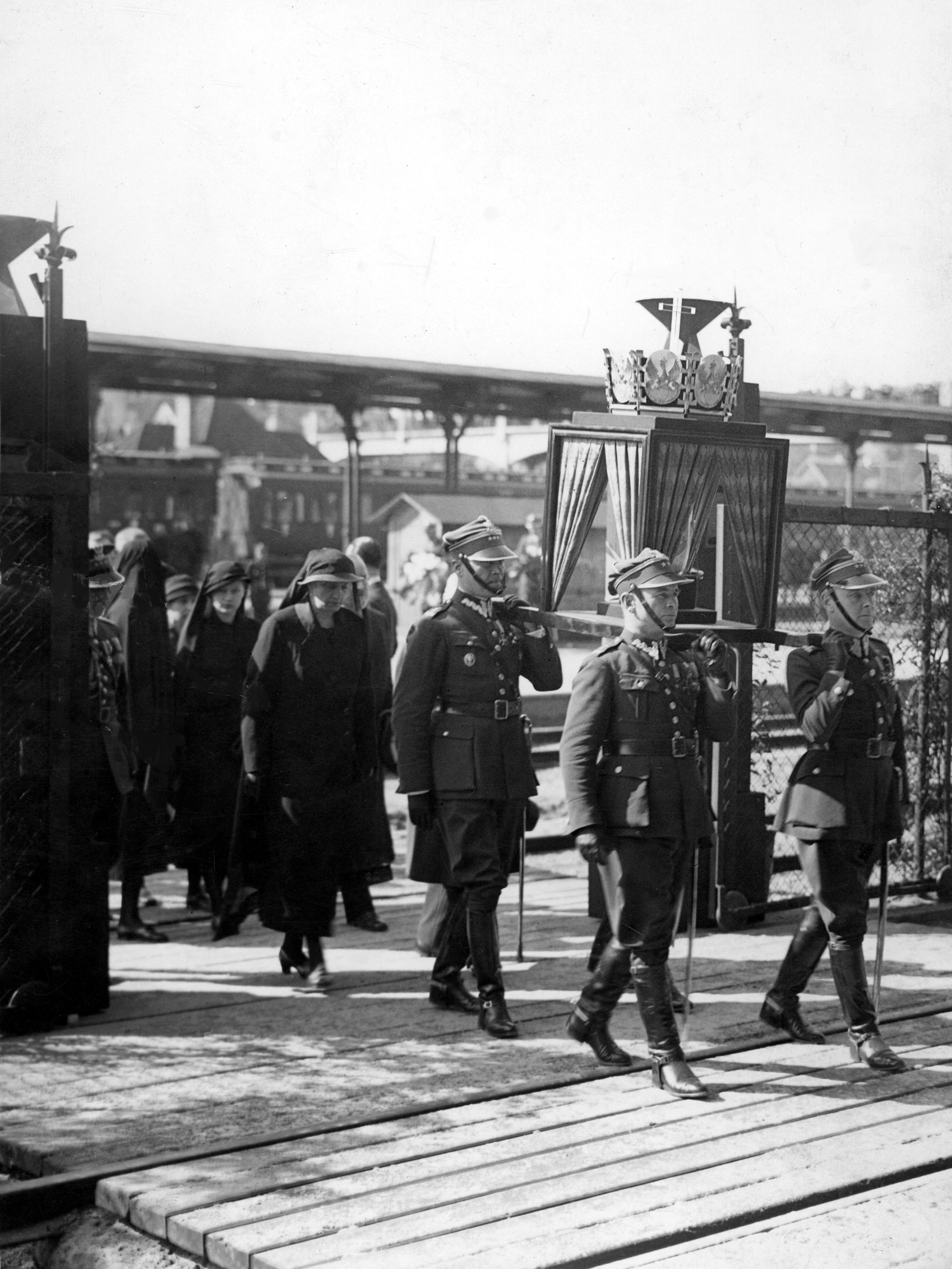
Pogrzeb serca Józefa Piłsudskiego w Wilnie – przeniesienie urny z dworca kolejowego do kościoła św. Teresy przy Ostrej Bramie

Pułk w czasie pokoju szkolił rekrutów głównie z Polski centralnej i zachodniej. MSWojsk. przyjęło zasadę, że pułki kresowe otrzymywały rekrutów z innych części kraju, żeby żołnierze mniejszości narodowych, uzupełniający jednostki w razie mobilizacji, nie stanowili w nich większości. Żołnierzy poddawano dokładnej selekcji, a najlepszych kierowano do szkoły podoficerskiej lub na stanowiska w plutonach specjalnych oraz do kompanii ciężkich karabinów maszynowych. Jeden z batalionów pułku był bazą dywizyjnej Szkoły Podchorążych Rezerwy, a jej słuchacze przygotowywani byli do dowodzenia plutonem piechoty na polu walki. 5 pułk podczas przewrotu majowego w 1926 roku wziął aktywny udział w walkach w stolicy. 220-osobowy oddział z pułku przybył do Warszawy nocą z 13 na 14 maja. W następnym dniu uczestniczył w decydującym natarciu, prowadząc działania na Powiślu. Podczas wydarzeń zginęło 10 żołnierzy pułku, którzy zostali pochowani 17 maja 1926 r. na cmentarzu wojskowym w Warszawie. Pododdziały pułku powróciły do garnizonu 24 maja.

Delegacja kadry i żołnierzy pułku brała udział w pogrzebie Józefa Piłsudskiego w Warszawie i Krakowie. W uroczystościach przeniesienia serca Marszałka z dworca wileńskiego do kościoła św. Teresy przy Ostrej Bramie w dniu 30 maja uczestniczył cały pułk, a urnę z sercem niosło czterech dowódców pułków 1 DP Leg. Dowódca pułku płk Tadeusz Pełczyński pisał: 

„Nieśliśmy ją wysoko na specjalnie w tym celu zrobionych noszach, które trzymaliśmy oparte na naszych ramionach”.

Pułk współpracował z licznymi organizacjami i stowarzyszeniami społecznymi. Kadrę i żołnierzy pułku łączyły więzy z Kołem Byłych Żołnierzy 5 pułku piechoty 1 Brygady J. Piłsudskiego. Koło to działało przy Związku Legionów Polskich. W zarządzie koła zawsze zasiadał dowódca pułku. Pułk sprawował również opiekę nad 9 drużyną harcerską „Zuchowatych” i 14 żeńską drużyną harcerską w Wilnie. Drużynowym „Zuchowatych” został dr Michał Kowalik, a później funkcję tę do wybuchu wojny sprawował podharcmistrz por. Jerzy Wojciechowski, oficer 5 pp Leg.
Pułk kontynuował tradycje pułku brygady Michała Gedeona Radziwiłła w kampanii napoleońskiej 1812 roku wchodzącego w skład I Korpusu marsz. Ludwika Davouta, a następnie X Korpusu marsz. Stefana Macdonalda.
| Obsada personalna i struktura organizacyjna w marcu 1939  | Obsada personalna i struktura organizacyjna w marcu 1939 |
| Stanowisko                                                | Stopień, imię i nazwisko                                 |
| Dowództwo, kwatermistrzostwo i pododdziały specjalne      | Dowództwo, kwatermistrzostwo i pododdziały specjalne     |
| --------------------------------------------------------- | -------------------------------------------------------- |
| dowódca pułku                                             | ppłk Kazimierz Bąbiński                                  |
| I zastępca dowódcy pułku                                  | vacat                                                    |
| I zastępca dowódcy (dubler)                               | ppłk kontr. Archip Kmeda                                 |
| adiutant                                                  | kpt. Kazimierz Bujalski                                  |
| starszy lekarz                                            | mjr lek. dr Leon Konstanty Klukowski                     |
| młodszy lekarz                                            | ppor. lek. Wit Jan Nirski                                |
| II zastępca dowódcy pułku (kwatermistrz)                  | mjr Wilhelm II Wilczyński                                |
| oficer mobilizacyjny                                      | kpt. Franciszek Herchold                                 |
| zastępca oficera mobilizacyjnego                          | kpt. Jan Kurcz                                           |
| oficer administracyjno-materiałowy                        | kpt. Wacław Stasiewicz                                   |
| oficer gospodarczy                                        | kpt. int. Franciszek Schubert                            |
| oficer żywnościowy                                        | por. Eugeniusz Fijałkowski                               |
| oficer taborowy                                           | kpt. tab. Jan II Krasoń                                  |
| kapelmistrz                                               | por. kplm. Mieczysław Kościesza                          |
| dowódca plutonu łączności                                 | por. Kazimierz Jan Cegłowski                             |
| dowódca plutonu pionierów                                 | por. Stanisław Józef Dobrzycki                           |
| dowódca plutonu artylerii piechoty                        | por. art. Michał Roman Lewiński                          |
| dowódca plutonu przeciwpancernego                         | por. Władysław Korzon                                    |
| dowódca oddziału zwiadu                                   | por. Tadeusz Czesław Kaniak                              |
| I batalion                                                |                                                          |
| dowódca batalionu                                         | mjr dypl. Zygmunt Czarnecki                              |
| dowódca 1 kompanii                                        | por. Bolesław Wasilewski                                 |
| dowódca plutonu                                           | ppor. Leopold Świkla                                     |
| dowódca 2 kompanii                                        | kpt. Stanisław Faliszewski                               |
| dowódca plutonu                                           | por. Jan Urbanowicz                                      |
| dowódca plutonu                                           | ppor. Marian Antoni Stypułkowski                         |
| dowódca 3 kompanii                                        | kpt. Jan Szatowski                                       |
| dowódca plutonu                                           | ppor. Franciszek Otto Mottl                              |
| dowódca plutonu                                           | chor. Kazimierz Gladecki                                 |
| dowódca 1 kompanii km                                     | kpt. Czesław Aleksy Kajzer                               |
| dowódca plutonu                                           | por. Jan Jurkowski                                       |
| dowódca plutonu                                           | ppor. Jan Majewski                                       |
| II batalion                                               |                                                          |
| dowódca batalionu                                         | mjr dypl. Stanisław Józef Heilman                        |
| dowódca 4 kompanii                                        | kpt. Jan Dragan                                          |
| dowódca plutonu                                           | por. Bronisław Piątkowski de Małyszko                    |
| dowódca plutonu                                           | ppor. Tadeusz Eugeniusz Iwaśkiewicz                      |
| dowódca 5 kompanii                                        | kpt. Kleofas Szepet                                      |
| dowódca plutonu                                           | ppor. Norbert Puzyrkiewicz                               |
| dowódca 6 kompanii                                        | kpt. Paweł Trocki                                        |
| dowódca plutonu                                           | ppor. Marian II Janicki                                  |
| dowódca plutonu                                           | ppor. Adolf Jan Burzyński                                |
| dowódca 2 kompanii km                                     | por. Aleksander Tomaszewski                              |
| dowódca plutonu                                           | ppor. Tadeusz Jan Borzemski                              |
| III batalion                                              |                                                          |
| dowódca                                                   | mjr Marian Czesław Pacholski                             |
| dowódca 7 kompanii                                        | kpt. Stanisław Piesowicz                                 |
| dowódca plutonu                                           | ppor. Stanisław Walerian Mazoń                           |
| dowódca plutonu                                           | ppor. Hieronim Edmund Stawiński †26 V 1939               |
| dowódca 8 kompanii                                        | kpt. Jan Trentowski                                      |
| dowódca plutonu                                           | por. Michał Tomala                                       |
| dowódca plutonu                                           | ppor. Jerzy Aleksander Kliks                             |
| dowódca 9 kompanii                                        | kpt. Władysław III Piotrowski                            |
| dowódca plutonu                                           | ppor. Marian II Janicki                                  |
| dowódca 3 kompanii km                                     | kpt. Czesław Ołoszczyński                                |
| dowódca plutonu                                           | ppor. Michał Galej                                       |
| dowódca plutonu                                           | ppor. Franciszek Stanisław Masztak                       |
| na kursie                                                 | por. Witold Józef Giedgowd                               |
| Dywizyjny Kurs Podchorążych Rezerwy 1 DP                  |                                                          |
| dowódca                                                   | mjr Leon Marian Czerwień                                 |
| dowódca plutonu                                           | por. Władysław Żuk                                       |
| dowódca plutonu                                           | por Włodzimierz Niepokoyczycki                           |
| dowódca plutonu                                           | por. Stanisław Michał Kasprzyk                           |
| dowódca plutonu                                           | por. Stanisław Korendo                                   |
| 5 Obwód Przysposobienia Wojskowego (Wilno przy 5 pp Leg.) |                                                          |
| komendant obwodowy PW                                     | kpt. piech. Stanisław Kazuba                             |
| komendant miejski PW Wilno II                             | kpt. piech. Eugeniusz Siwocho                            |

## Przygotowania pułku do wojny
Wiosną 1939 roku coraz wyraźniej zaczęły pojawiać się symptomy zbliżającej się wojny. 5 pp Leg. przebywał w tym czasie na manewrach zimowych w okolicach Wilna. Dowódca dywizji gen. bryg. Wincenty Kowalski 22 marca wieczorem polecił odwołać do garnizonu oficerów, którzy uczestniczyli w manewrach. Ponieważ nastąpiła częściowa zmiana planu mobilizacji, przystąpiono do poprawiania i uaktualniania „Dzienników mobilizacyjnych”. Plan mobilizacji przewidywał rozwinięcie całego pułku w koszarach, natomiast według nowego planu w koszarach miały mobilizować się l batalion i kompania gospodarcza, natomiast reszta pododdziałów – na terenie miasta. Czasy osiągnięcia pełnych stanów wojennych przez pododdziały pułku również zostały poprawione. I batalion miał zakończyć przyjmowanie rezerwistów w czasie „A -+ 12” (czyli 12 godzin po ogłoszeniu mobilizacji), II batalion – „A -+ 24”, III batalion – „A -+ 36”. Pozostałe pododdziały miały zakończyć mobilizację w terminach od „A -+ 18” do „A -+ 24”. Kadrze wstrzymano urlopy i wprowadzono dodatkowe dyżury oficerskie. Szkolenie młodego rocznika zakończono l czerwca, by mógł być użyty do walki w razie wybuchu wojny. Na początku sierpnia odbyły się, przy zachowaniu szczególnej tajemnicy, próbne strzelania z karabinów przeciwpancernych, w których uczestniczyło 18 strzelców pułku. Wcielono rezerwistów (średnio po 30 na kompanię) do pododdziałów. Odwołano wyjazd pułku na manewry letnie.

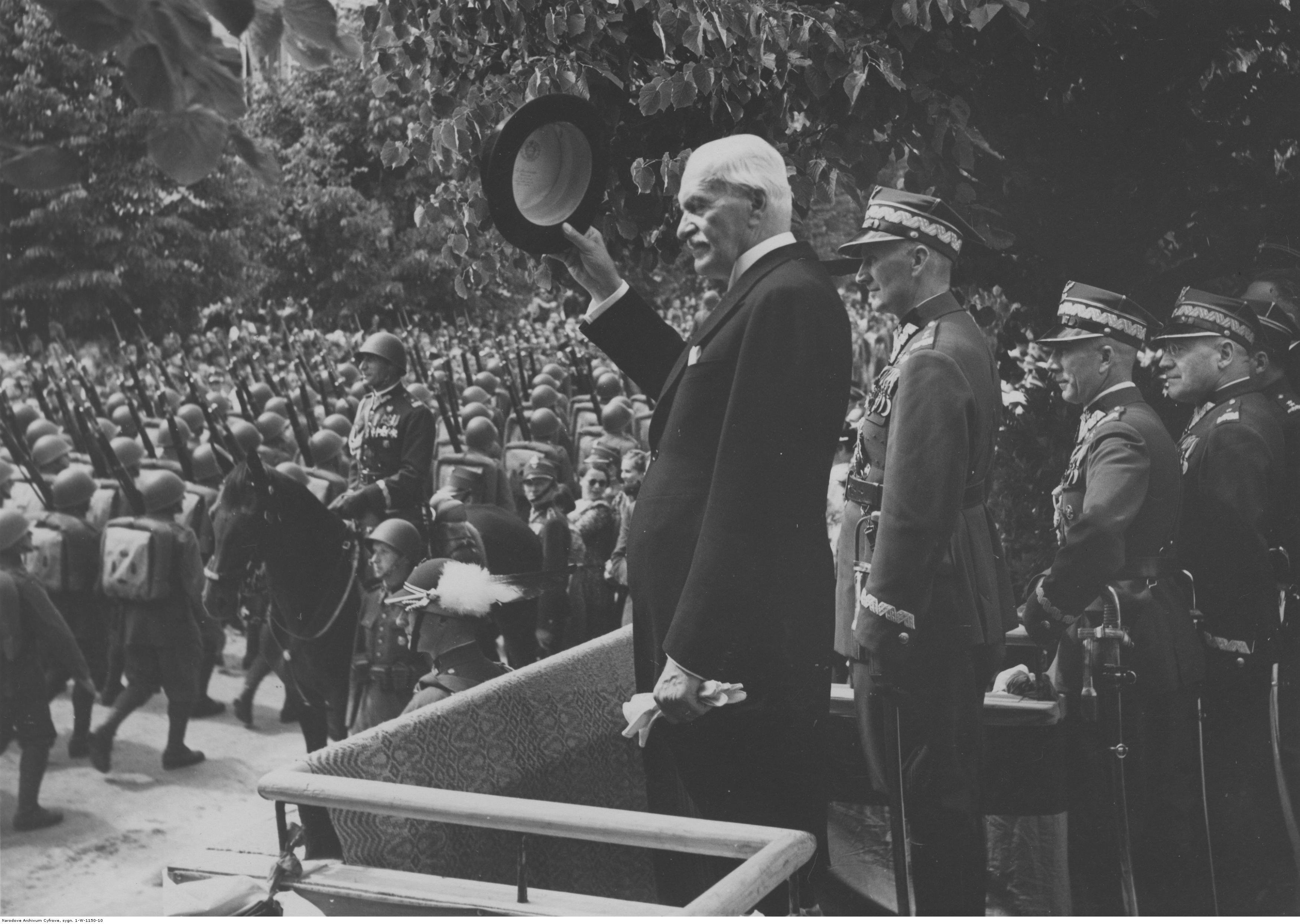
Prezydent RP Ignacy Mościcki przyjmuje defiladę 1 DP Leg. w Wilnie; sierpień 1939.

W Dniu Święta Żołnierza 15 sierpnia 1939 roku, po uroczystej mszy polowej, na Placu Marszałka Piłsudskiego w Wilnie odbył się uroczysty przegląd i defilada, którą przyjął prezydent RP Ignacy Mościcki.

### Mobilizacja
24 sierpnia około godz. 05.00 w pułku został ogłoszony alarm, a następnie dowódca pułku, ppłk dypl. Kazimierz Bąbiński, poinformował zebranych oficerów, o której godzinie rozpocznie się mobilizacja. Zarządził wydanie dzienników mobilizacyjnych oraz podał wskazówki wykonawcze. O godz. 07.00 rozpoczęto alarmową mobilizację pułku. Okazało się, że kalkulacja czasu przybycia rezerwistów była zbyt optymistyczna, ponieważ pomimo pochodzenia większości z nich z okolic Wilna, to dopiero po upływie 16 godzin od chwili rozpoczęcia mobilizacji zaczęli przybywać w większej ilości. Do tego doszedł jeszcze jeden problem, ponieważ powołani rezerwiści (większość roczniki 1906–1909) wymagali dodatkowego przeszkolenia (obsługa granatników i nowych wzorów karabinów maszynowych). 26 sierpnia, pomimo opóźnienia w dostawie koni i taboru konnego, pułk zakończył mobilizację. Pododdziały osiągnęły gotowość marszową i wyszły do wyznaczonych miejsc postoju poza miasto. W ramach mobilizacji alarmowej oprócz etatowych pododdziałów 5 pp Leg. mobilizowano:
w grupie „brązowej 20":
- kompanię karabinów maszynowych przeciwlotniczych typu B nr 32 w czasie G20+30

w grupie „żółtej”:
- kompanię asystencyjną nr 31
- kompanię asystencyjną nr 131,
- kompanię karabinów maszynowych i broni towarzyszących nr 31
- kolumnę taborową nr 302.

W I rzucie  mobilizacji powszechnej do dnia 4 września:
- batalion marszowy typ specjalny nr 2
- uzupełnienie marszowe dla 31 komp. km i br.t.[47].

27 sierpnia wieczorem pułk – oraz pozostałe jednostki dywizji – przedefilował w milczeniu przed grobem z sercem Józefa Piłsudskiego na wileńskim cmentarzu na Rossie. W ten sposób pożegnał się ze swoim Komendantem. W tym samym dniu na wileńskim dworcu towarowym rozpoczął się załadunek pododdziałów pułku do wagonów kolejowych. Nocą z 27 na 28 sierpnia wyruszyły one w kierunku Grodna. Nowym miejscem koncentracji dywizji był rejon między Bugiem a Narwią, w lasach Puszczy Białej.

## 5 pp Leg. w kampanii wrześniowej

### Działania bojowe

#### Obrona linii Narwi pod Pułtuskiem
1 Dywizja Piechoty Legionów, ze znajdującym się w jej składzie 5 pp Leg., weszła w skład utworzonej 1 września odwodowej Grupy Operacyjnej „Wyszków”. Zadanie tej grupy zostało określone dwojako. W przypadku ataku Niemców na Modlin i linię Wisły miała uderzyć w kierunku zachodnim na skrzydło nacierającego nieprzyjaciela, a gdyby Niemcy przyjęli kierunek głównego uderzenia na pozycje zajęte przez oddziały grupy, miała bronić linii dolnej Narwi. O świcie 1 września w rejonie koncentracji 1 DP Leg. znajdowało się tylko 8 batalionów i 36 dział. W składzie 5 pp Leg. brakowało kompanii przeciwpancernej i plutonu artylerii piechoty. Dołączyły one do pułku dopiero następnego dnia. II batalion stanął w lesie koło wsi Jaszczołdy Dalekie, a III batalion w rejonie lasów Białe Błoto. Zgrupowana w lasach w rejonie Długosiodła 1 DP Leg. 2 września osiągnęła gotowość do działania. Dowódca Armii „Modlin” przekazał dowódcy GO zadanie przygotowania uderzenia z rejonu na południe od Różana w kierunku na Maków. Miało ono na celu odciążenie wycofującej się z „pozycji mławskiej” 8 i 20 DP.
Celem poprawy położenia, pułk maszerował przez Przetycz, Olszanki i zatrzymał się w Nowej Wsi. 5 września, na północnym brzegu Narwi, patrole I batalionu nawiązały styczność bojową z Niemcami. Pułkowy pluton artylerii ostrzelał niemiecką kompanię piechoty, a pluton 7 kompanii zestrzelił niemiecki samolot atakujący maszerującą kolumnę. Po południu 5 września 5 pp Leg. podjął na rozkaz dowódcy 1 DP Leg. forsowny marsz w kierunku Pułtuska. 6 września rano, po 36 godzinnym marszu, pułk wszedł w rejon na północ od Pułtuska i wspólnie z III/1 pal Leg. przystąpił do organizowania obrony na południowo-zachodnim odcinku górnej Narwi. Ponieważ w rzece był niski poziom wody, szerokość odcinka stosunkowo duża, dowódca pułku ppłk Kazimierz Bąbiński postanowił wysunąć nad rzekę tylko I batalion, a II i III batalion pozostawić w odwodzie. Miały one przygotować na dogodnych dla nieprzyjaciela kierunkach przepraw kontrataki. Odcinek I batalionu podzielony został przez mjr. Leona Czerwienia na dwa pododcinki kompanijne. 1 kompania por. Bolesława Wasilewskiego obsadziła zachodni, a wschodni 3 kompania ppor. Franciszka Otto Mottla. Każda kompania została wzmocniona plutonem ckm-ów, a 2 kompania por. Jana Urbanowicza stanowiła odwód batalionu i rozmieszczona została w lesie na południe od zakola rzeki.

W godzinach popołudniowych do rzeki podeszły oddziały rozpoznawcze niemieckiej 11 DP i pułku zmotoryzowanego SS „Deutschland”. Przy silnym wsparciu artylerii, Niemcy rozpoczęli jej forsowanie w rejonie Gnojna i Zambsk Kościelnych. Forsowanie Narwi przez Niemców na odcinku Zambski Kościelne – Ponikiew zostało powstrzymane, ale 7 września przed świtem w rejonie Gnojna niemiecka kompania przeszła płytką w tym miejscu rzekę, zmiotła ubezpieczenia polskiej 1 kompanii i weszła do lasu na północ od Szygówka. Dowódca pułku rozkazał odwodowej 2 kompanii i II batalionowi wykonać uderzenie w kierunku Gnojna. Mjr Józef Kusztra wspominał w swojej relacji.: 

„Jeszcze było szaro, gdy poderwała nas strzelanina pod Gnojnem, równocześnie rozkaz dowódcy pułku „Niemcy przeszli rzekę, wyrzucić na Narew!”. Natychmiast skrzyknąłem dowódców kompanii i rozkazałem - „Kompania 5 uderza okrakiem wzdłuż drogi, na lewo na jej wysokości kompania 6 z plutonem km współdziała z 5 ogniem bocznym km, wspiera ją i zabezpiecza lewe skrzydło. Za kompanią 5 kompania 4, następnie kompania ckm.”

 Po zaciętej walce Niemcy zostali wyparci z Gnojna. Został też uwolniony z niewoli pluton I batalionu; wziętych do niewoli 40 jeńców.
W czasie walk obie strony poniosły dotkliwe straty. Zginęło około 200 żołnierzy 5 pp Leg., a największe straty wynoszące około 30% stanu poniosła 5 kompania. Poległ dowódca kompanii por. Norbert Puzyrkiewicz, a dowódcy plutonów: ppor. rez. Leon Kiec i chor. Stanisław Sokulski zostali ranni. Gustaw Łowczowski po latach napisał.: 

„Straty poniesione przez 1 i 2 batalion, choć bolesne i procentowo duże w ofiarach, wynagradzały poniesione przez Niemców. Las na południe od Gnojna pełen był zabitych i rannych żołnierzy nieprzyjacielskich. Przeciwnatarcie batalionu mjr. Kusztry zahamowało aktywność Niemców (...) a później ułatwiło oderwanie się l dywizji od nieprzyjaciela”

 W południe dowódca dywizji otrzymał rozkaz przejścia za Bug. 7 września pod ogniem artylerii niemieckiej i ciągłym naporem ze strony przeciwnika pułk rozpoczął odwrót. Po wykonaniu 30-kilometrowego marszu, bataliony 5 pp Leg. nad ranem 8 września przekroczyły most na Bugu w Wyszkowie i tam przedefilowały przed dowódcą dywizji.

#### Obrona Bugu pod Wyszkowem
W południe 8 września gen. Wincenty Kowalski na odprawie przedstawił plan obrony 1 DP Leg. na linii Bugu. Na lewym skrzydle 15-kilometrowego pasa obrony dywizji pod Kamieńczykiem rejon obrony miał zająć 5 pp Leg. wzmocniony III dywizjonem 1 pal Leg.. Przydzielony pułkowi rejon obrony ppłk Kazimierz Bąbiński podzielił między I i III batalion. Pozycję pod Latoszkiem obsadził III batalion dwiema kompaniami w pierwszym rzucie i jedną w drugim. I batalion wysunął jedną kompanię do pierwszej linii, a dwie rozmieścił na drugiej linii w lewo pod Rybienkiem. II batalion ześrodkował się za stanowiskami III batalionu, przy drodze Wyszków – Urle i stanowił odwód pułku. Przydzielony pułkowi odcinek obrony odznaczał się wyjątkowo niekorzystnymi warunkami terenowymi. Znaczna jego część była porośnięta wikliną, która utrudniała  obserwację i kierowanie ogniem. Dodatkowo północny brzeg Bugu był wyższy i dawał przeciwnikowi możliwość skrytego podejścia nad samą rzekę i wgląd w polskie pozycje.
9 września o świcie niemiecka artyleria rozpoczęła ostrzeliwanie pozycji pierwszorzutowych batalionów. Intensywny ogień artyleryjski wywarł tak silne wrażenie na nieobytych w boju piechurach, że cześć z nich zaczęła samorzutnie opuszczać swoje stanowiska. W sposób stanowczy interweniowali dowódcy kompanii. W rejonie III batalionu próbował sforsować Bug oddział rozpoznawczy 61 DP w sile około kompanii. Dwa plutony strzeleckie polskiej 3 kompanii pod Wyszkowem zaskoczyły szukających brodu niemieckich zwiadowców ogniem broni maszynowej i zmusiły ich do ucieczki. Nieprzyjaciel do końca dnia zaniechał dalszych prób forsowania rzeki.
Wieczorem przyszedł rozkaz Naczelnego Wodza, by dywizja przerwała walkę i niezwłocznie opuściła zajmowane stanowiska. Zarządzone przez marszałka Śmigłego-Rydza odejście walczących jednostek przewidywało zwinięcie północnego skrzydła frontu i obronę południowo-wschodniej części kraju. Gen. Kowalski zdecydował się na pozostawienie na Bugu silnych ubezpieczeń aby pod ich osłoną wycofać siły główne w kierunku na Białą Podlaską.
Po odprawie u dowódcy dywizji ppłk Bąbiński wydał rozkazy przygotowania oddziałów do skrytego opuszczenia linii rzeki. II batalion mjr. Kusztry stanowił ariergardę; miał rozwinąć się wzdłuż drogi Wyszków-Urle i prowadzić działania opóźniające do południa 10 września. W czasie przygotowania odwrotu, Niemcy wznowili natarcie. W pobliżu miejsca gdzie odprawę zarządził dowódca III batalionu mjr Marian Pacholski, wybuchł pocisk. Ranny został dowódca batalionu, a dowódca 7 kompanii kpt. Stanisław Pisowicz został kontuzjowany. Dowodzenie przejęli inni oficerowie sztabu pułku. Po ogniu artyleryjskim Niemcy przekroczyli rzekę na szerokim odcinku. Pierwszy i trzeci pluton 9 kompanii celnym ogniem broni strzeleckiej i maszynowej zatrzymał przeciwnika, ale Niemcom udało się uchwycić południowy brzeg rzeki na odcinku bronionym przez I batalion. Wycofanie polskich pododdziałów odbywało się pod ciągłym ostrzałem artyleryjskim, a szosa Wyszków-Urle była bezustannie bombardowana. Zmusiło to do zatrzymania taborów pułkowych oraz przydzielonych sił i środków sanitarnych dywizji i 6 pp. W trakcie zmiany stanowisk przez pluton artylerii piechoty od ostrzału artylerii niemieckiej został ciężko ranny por. Michał Lewiński. Do dowódcy 9 kompanii ppor. Leopolda Świkli nie dotarł rozkaz o odwrocie. W tym czasie kierował on walką będącego na ubezpieczeniu I plutonu. Dowódca kompanii zauważył dopiero rano 10 września, że walczy samotnie. Nakazał odwrót i przebił się do reszty batalionu po półtoragodzinnym marszu. Pluton stracił 7 żołnierzy zabitych i 12 rannych.
W walkach nad Bugiem pułk stracił około 35% swojego stanu osobowego. Najbardziej ucierpiał III batalion, a w wyniku odniesionych ran zmarł dowódca batalionu mjr Pacholski. Poległ również dowódca 8 kompanii, por. Władysław Żuk. Pododdziały pułku mocno wykruszone, lecz bez śladów paniki i zamieszania, maszerowały w kierunku na Białą Podlaską i po południu 10 września zatrzymały się na postoju w rejonie Kąty–Kupcy.

#### Bój pod Wodyniami, Oleśnicą i Seroczynem
W trakcie trwającego 10 września odwrotu jednostek dywizji dotarł do gen. Kowalskiego rozkaz ze sztabu Armii „Modlin” nakazujący powrót na stanowiska nad Bugiem. Wytworzyło to w sztabach i oddziałach chaos i zamęt. Kolejny rozkaz –  marszałka Śmigłego-Rydza – w sposób nieprecyzyjny określał, że wycofanie się z linii Bugu miało nastąpić tylko przy niemożności jej utrzymania, a w razie odwrotu dywizja winna kierować się na Kałuszyn–Łuków. 10 września po południu, dowódca dywizji postanowił maszerować bliżej Warszawy i ominąć Siedlce od południa. Pododdziały dywizji miały przegrupować się do rejonu Jakubów–Rządza. 5 pułk wraz z III/1 pal Leg. maszerował początkowo w kolumnie sił głównych dywizji szosą Łaziska-Ignaców do Leonowa, a następnie pomaszerował samodzielnie drogą Kuflew–Jeruzal. 12 września osiągnął rejon Cegłów–Kuflew i zatrzymał się na postój dzienny. Sztab 1 DP Leg. otrzymał od strąconego w południe niemieckiego pilota informację, że Siedlce zostały zajęte przez DPanc. „Kempf” maszerującą w kierunku na Stoczek.
W kolejnym dniu dywizja rozpoczęła marsz w dwóch kolumnach. Na czele głównej kolumny po drodze Kuflew-Jeruzal-Wodynie Wodyń szedł 5 pułk. Dowódca pułku ugrupował pułk w sposób następujący: pluton zwiadu konnego, II batalion piechoty z plutonem artylerii jako straż przednia, następnie I i III batalion, kompania przeciwpancerna i III dywizjon l pal. Znajdujący się przy szpicy czołowej dowódca pułku pod Wodyniami otrzymał od zwiadu konnego meldunek o obecności Niemców we wsi. Ppłk Bąbiński postanowił natarciem z marszu II batalionu opanować Wodynie. 6 kompania por. Władysława Niepokojczyckiego z plutonem ckm i plutonem artylerii, nacierała wzdłuż drogi biegnącej przez wieś, a 4 kompania por. Bronisława Piątkowskiego szła od niej na lewo. W odwodzie znajdowała się 5 kompania por. rez. Lucjana Dobczewskiego. Po zaciętej walce batalion opanował Wodynie i rozbił znajdujący się tu drugi rzut sztabu DPanc. „Kempf”. Wzięto jeńców oraz zdobyto kilka samochodów i motocykli. W jednym z samochodów znajdował się mundur dowódcy niemieckiej dywizji gen. mjr. Wernera Kempfa. W odpowiedzi Niemcy ostrzelali ze stanowisk ogniowych od strony Oleśnicy prawoskrzydłową 6 kompanię. Żołnierze samorzutnie zaatakowali pozycje wroga. Razem z 6 kompanią na Oleśnicę nacierała 5 kompania. Natarcie wzmocnił III batalion 6 pp por. Michała Schmala i około 100 ochotników z batalionu III/116 pułku piechoty. Doszło do gwałtownej walki, podczas której zostało rozbite zgrupowanie niemieckich taborów. W związku z tym, że Oleśnica leżała w pasie działania 6 pp Leg., dowódca 5 pp Leg. wycofał swoje kompanie ze wsi i ugrupował je następująco: od strony południowo-wschodniej obsadziła wzgórze wokół Wodyń 4 kompania wzmocniona bronią maszynową, 6 kompania stanęła w lesie za wzgórzami, a w dyspozycji dowódcy pułku pozostała 5 kompania wraz ze zwiadowcami i plutonem artylerii piechoty.

W tym czasie dowódca pułku nie miał łączności z pozostałymi batalionami prowadzonymi przez mjr. Czerwienia. I i III batalion realizowały zadanie zabezpieczenia prawego skrzydła dywizji, na południe od Wodynia. Około godz. 4.00 mjr Czerwień sformował kolumnę marszową, która wyruszyła drogą Borki–Seroczyn. Obydwa bataliony przed Seroczynem rozwinęły się do natarcia. Po północnej stronie drogi rozwinął się III batalion ppor. Leopolda Świkli, a po południowej I batalion. W tym czasie we wsi kwaterowały pododdziały niemieckiej DPanc. „Kempf”, a na drodze Seroczyn – Łomnica stała w kolumnie grupa bojowa „K”.
Ruszyło polskie natarcie, a zaskoczony uderzeniem I batalionu niemiecki batalion pionierów wycofał się do centrum Seroczyna. III batalion zajął cmentarz żydowski i tym samym wyszedł znacznie poza wspólną linię natarcia. Niemcy otworzyli ogień flankowy, a od strony Stoczka Łukowskiego uderzyli kompanią czołgów. W tym czasie zginął trafiony w tętnicę szyjną dowódca 9 kompanii podchorąży Brzeziński. Atakowany był też I batalion. Dowódca zgrupowania mjr Czerwień wydał rozkaz odwrotu. Pododdziały polskie poniosły dalsze straty, a dowodzący I batalionem por. Bolesław Wasilewski został dwukrotnie ranny. Po walce, zebrane w rejonie Borek, liczyły zaledwie tylu żołnierzy, co dwie słabe kompanie. W tym czasie kompania przeciwpancerna została zatrzymana w Jeruzalu do czasu przejścia kolumny 1 pp Leg. na około 1 godzinę. W czasie marszu dowódca kompanii por. Władysław Korzon usłyszał odgłosy toczącej się walki i wysłał w ich rejon swój 3 pluton. Pluton dołączył do III batalionu, a potem razem z nim pod ogniem artylerii wycofywał się do wsi Borki. 1 pluton odpierał natarcie niemieckich czołgów. Ranny został dowódca plutonu ppor. Franciszek Otto Mottl, w 3 działonie zostało zniszczone działo; poległa też obsługa 1 działonu. Walki ustały 13 września wieczorem. Szczegółowy opis walk o Seroczyn zachował się w źródłach niemieckich, które nazwały bitwę jako jedną z najzaciętszych w kampanii wrześniowej. Wynikało to z chęci podtrzymania autorytetu jednostki niemieckiej SS, która poprzedniego dnia poniosła dotkliwą klęskę w bitwie o Kałuszyn.

#### Walki w okrążeniu
Dowódca dywizji gen. Kowalski podjął 13 września ostatni wysiłek, którego celem było dotarcie do lasów Jagodne i wyjście z okrążenia. Zadaniem 5 pułku było wykonanie 15-kilometrowego marszu po drodze Oleśnica–Wola Wodyńska–Helenów–las na zachód od Jagodnego oraz zamknięcie drogi na Różę Podgórną. Mjr. Czerwień wysłał do dowódcy dywizji meldunek o przebiegu walk o Seroczyn. Meldunek sytuacyjny zaskoczył generała, ponieważ sądził on, że w rejonie Wodyń znajduje się cały 5 pułk piechoty. Dowódca dywizji postawił dowódcy I/5 pp Leg. oddzielne zadanie. Od tej chwili maszerować on miał w ariergardzie za taborami, kolumną 1 pp Leg., artylerią i oddziałami dywizyjnymi w kierunku na Rudę–Olszyc. Przez taką decyzję nastąpiło dalsze rozczłonkowanie i tak już rozproszonych sił pułku. Ugrupowanie przedstawiało się następująco: na północ od Oleśnicy znajdował się dowódca pułku wraz z kompanią zwiadu, 5 kompanią strzelecką i plutonem artylerii piechoty; na wschód od Wodyń zajmował pozycje mjr Kusztra ze swoim batalionem bez 5 kompanii; I i III batalion pod dowództwem mjr. Czerwienia opuścił stanowiska w Borkach i maszerował na punkt zbiorczy dywizji.
Około 19.00 dowódca pułku wydał rozkaz wymarszu. Osobiście ruszył z 5 kompanią do Woli Wodyńskiej, a reszta batalionu z mjr. Kusztrą miała dołączyć do niego w Helenowie. Około 20.00 kolumna dowódcy pułku natknęła się na niemiecki III/22 pułku piechoty. Wolę Wodyńską z marszu zaatakowały czołowe plutony 5 kompanii, ale atak załamał się w ogniu nieprzyjacielskiej broni maszynowej. Dowódca pułku przerwał dalsze natarcie i ruszył na Różę Podgórną. Także II batalion ominął wieś i pomaszerował na przełaj do Helenowa, gdzie dotarł o świcie z niepełną 6 kompanią i częścią 2 kompanii karabinów maszynowych (około 50 ludzi). Pomimo podjętych poszukiwań, II batalion nie nawiązał kontaktu z dowódcą pułku, ale odnalazł swoją 4 kompanię por. Bronisława Piątkowskiego i tabory pułkowe. W Helenowie batalion zabezpieczał wymarsz kolumny dywizyjnej płk. Władysława Filipkowskiego. Maszerując w kierunku południowo-wschodnim jako straż tylna, odparł silne niemieckie natarcie w rejonie Róży Podgórnej. Wyróżniła się tutaj 4 kompania por. Piątkowskiego, która zdobyła w walce 2 karabiny maszynowe. O zmierzchu 14 września mjr Kusztra opuścił Różę Podgórną i maszerując nocami dotarł 16 września na punkt zbiorczy dywizji w rejonie Parczewa. W tym czasie do lasu na zachód od Jagodna wszedł prowadzony przez ppłk. Bąbińskiego pododdział w sile około 200 żołnierzy. Po kilkugodzinnym odpoczynku kolumna wyruszyła w kierunku południowo-wschodnim, a 14 września o świcie koło Woli Zastawskiej wpadła w zorganizowaną przez Niemców zasadzkę. Do niewoli dostał się ppłk Bąbiński, ale zbiegł z niej z oficerem łączności pułku por. Kazimierzem Cegłowskim i dotarł do stacji kolejowej Mościska. Tam ponownie trafił do niewoli, ale i tym razem po trzydniowym pobycie w niej uciekł ze stacji zbiorczej w Jarosławcu.
13 września po południu na punkt zbiorczy dywizji wyruszyły z Borek resztki I i III batalionu dowodzone przez mjr. Czerwienia. Pobłądziły jednak w nocy i 14 września na wschód od Żebraku zebrało się około 200 żołnierzy. Nie posiadali oni już ani amunicji ani prowiantu. Pozostałość obu batalionów skierowała się na północ w poszukiwaniu amunicji i żywności. 14 września wieczorem wyruszono w kierunku Warszawy. W czasie nocnego marszu odłączyła się od kolumny część żołnierzy III batalionu z ppor. Masztakiem oraz dowódcą 3 kompanii ckm i ppor. Świklą. Grupa ta dołączyła 15 września do plutonu artylerii piechoty 1 pp Leg. Oddział zmniejszał się stopniowo. Po nieudanych próbach przedarcia się do wojsk gen. Kleeberga rozpadł się.
17 września w lasach otwockich mjr Czerwień z grupą żołnierzy natknął się na dowódcę 12 pułku ułanów ppłk. Andrzeja Kuczka, z którym było około 80 żołnierzy. Ponieważ Niemcy zamknęli dostęp do Warszawy, postanowiono wspólnie maszerować w kierunku południowym. 24 września pododdziały ponownie rozdzieliły się. Oddział mjr. Czerwienia liczący ok. 50 żołnierzy, dotarł w okolice Piasków Luterskich niedaleko Lublina. Pojawiła się tam kolumna czołgów radzieckich. Z braku możliwości dalszej walki zapadła decyzja rozwiązania oddziału. Następnego dnia mjr Czerwień i kpt. Piesowicz dostali się do niewoli niemieckiej.

#### Walki na Lubelszczyźnie
Spośród jednostek 1 DP Leg. z okrążenia wydostały się tylko resztki II i III batalionu 6 pp Leg., I batalion 1 pp mjr. Włodzimierza Grabowskiego, kilka baterii i pojedynczych dział z 1 pal Leg. oraz z 5 pułku II batalion mjr. Kusztry bez 5 kompanii. Wspominał o tym gen. Kowalski: 

„Ogółem straty dywizji, jakie poniosła ona w ostatnich trzech dniach podczas przebijania się przez niemiecką dywizję pancerną, wyniosły połowę jej stanu, reszta zaś jest w stanie zupełnego wyczerpania. W pułkach pozostało po jednym dowódcy batalionu i jeden dowódca dywizjonu, kompaniami dowodzą młodzi podporucznicy lub podoficerowie, resztkami batalionów - kapitanowie (.. .). Oddziały znajdują się w stanie takiego wycieńczenia, że odmawiają jedzenia, wszystko śpi w lasach”.

Resztki dywizji maszerowały w kierunku Chełma i osiągnęły 15 września Radzyń, 16 września Parczew, 17 września lasy na wschód od Włodawy. 18 września zatrzymały się w Moryniu, gdzie nastąpiła ich reorganizacja. Z pozostałości 1 DP Leg. i 3 DP Leg. została utworzona jedna dwupułkowa dywizja pod nazwą 1 DP Leg., a z byłych żołnierzy 1 DP Leg. został utworzony 1 pułk piechoty Legionów, w składzie trzech batalionów. Bataliony te zachowały ciągłość tradycji pułków. Z żołnierzy 5 pp Leg. sformowano II batalion pułku, objął go mjr Józef Kusztra, a dowódcami kompanii zostali: por. Włodzimierz Niepokojczycki − dowódcą 4 kompanii, por. Eugeniusz Fijałkowski − 5 kompanii, por. Aleksander Tomaszewski − 2 kompanii ckm, a 6 kompania została utworzona z żołnierzy 7 pułku piechoty Leg. Tak zreorganizowana dywizja licząca około 6000 żołnierzy podjęła nocą z 18 na 19 września marsz na południe. Zamiarem jej było przedostanie się na Węgry. Na czele kolumny dywizji maszerował batalion 5 pp Leg.. Około północy z 21 na 22 września w okolicach Wożuczyna został on ostrzelany przez ciężką artylerię niemiecką nie ponosząc jednak strat.
Ponieważ na ziemie polskie wkroczyły wojska radzieckie, a Niemcy zagrodzili przejście przez Wieprz, gen. Dąb-Biernacki postanowił pobić oddziały niemieckiego VII i VIII Korpusu i rozerwać pierścień okrążenia od zachodu. 22 września dywizja rozpoczęła walki mające na celu osiągnięcie rubieży wyjściowych do natarcia. Batalion mjr. Kusztry oraz I batalion 7 pp Leg. po zaciętych walkach opanowały o zmierzchu las i folwark Falków. Parlamentariusze niemieccy, którzy zgłosili się do gen. Kowalskiego z wezwaniem do złożenia broni, odeszli nie otrzymawszy na nie zgody. Dywizja dalej kontynuowała marsz, a na czele północnej kolumny szedł batalion mjr. Kusztry. Przed świtem batalion przekroczył szosę zamojską i w walce na bagnety zdobył Antoniówkę. Do niewoli wzięto sporą grupkę jeńców oraz zdobyto działa na stanowiskach ogniowych, konie i wozy. O świcie ostrzał Antoniówki rozpoczęła niemiecka artyleria, a przy wsparciu broni pancernej niemiecka 8 DP rozpoczęła natarcie w kierunku na Wożuczyn.
Polskie oddziały zostały rozbite i praktycznie przestały istnieć, a mjr Józef Kusztra oraz adiutant batalionu kpt. Czesław Ołoszyński zostali ranni. W rejonie Tarnawatki został otoczony sztab 1 DP Leg. wraz z jej dowódcą gen. Wincentym Kowalskim. W czasie próby przebicia się dowódca dywizji został kontuzjowany i dostał się do niewoli. 23 września wieczorem ostatni „bój o honor” 1 Dywizji Piechoty Józefa Piłsudskiego dobiegł końca.
Obsada dowódcza odtworzonego 1 pp Leg. i batalionu I/5 pp Leg.
- dowódca pułku - ppłk Jan Kasztelowicz
- zastępca dowódcy pułku - mjr Józef Roczniak
- I adiutant pułku - kpt. Wacław Kobyliński
- II adiutant pułku - por. Hieronim Mażulis
- oficer informacyjny - por. Zygmunt Krzymowski
- oficer łączności - por. Józef Zapolski
- dowódca II batalionu (z resztek 5 pp Leg.) – mjr Józef Kusztra
  - adiutant batalionu - kpt. Czesław Ołoszczyński, kpt. Ignacy Spirydowicz
  - dowódca 4 kompanii strzeleckiej - por. Włodzimierz Niepokojczycki
  - dowódca 5 kompanii strzeleckiej - por. Eugeniusz Fijałkowski
  - dowódca 2 kompanii ckm - por. Aleksander Tomaszewski
  - dowódca plutonu ppanc. - por. Władysław Korzon

### Formacje utworzone z żołnierzy zmobilizowanych przez 5 pp Leg. i sformowane w OZ 1 DPLeg.

#### Udział w obronie Lwowa
Do 3 września zgodnie z planem mobilizacyjnym „W1" w ramach mobilizacji powszechnej sformowano batalion marszowy typ specjalny nr 2 (4 kompanie strzeleckie i 2 kompanie km), który według wcześniejszych zamierzeń miał wejść w skład Obszaru Warownego „Wilno”. Z batalionu tego ostatecznie, na podstawie poprawek do planu mobilizacyjnego z 19 czerwca 1939 roku, formował się II batalion 205 pułku piechoty, natomiast sformowana w mobilizacji alarmowej 31 kompania asystencyjna stała się kompanią sztabową 35 Dywizji Piechoty Rezerwowej. Batalion II/205 pułku piechoty brał aktywny udział w obronie Lwowa, na różnych odcinkach obrony; podobnie jak 31 kompania asystencyjna (sztabowa) 35 DP rez. Jednocześnie z pozostałych dwóch kompanii batalionu marszowego typ spec nr 2: utworzono 8 kompanię strzelecką III batalionu 1 pułku piechoty OW „Grodno” i prawdopodobnie 1 kompanię ckm I batalionu 2 pułku piechoty OW „Grodno”. Kompanie te w ramach swoich batalionów i pułków stanowiły załogę Lwowa i wzięły aktywny udział w walkach.

#### Działania batalionu 5 pp Leg. w OZ 1DP Leg.
Po zakończeniu mobilizacji w koszarach pułku zbierano żołnierzy rezerwy, którzy nie weszli w skład zmobilizowanych jednostek. Żołnierze weszli w skład Oddziału Zbierania Nadwyżek 5 pp Leg., który wszedł w skład Ośrodka Zapasowego 1 DP Leg. pod dowództwem ppłk. Jana Pawlika. Ośrodek stacjonował w Wilnie; z nadwyżek rezerwistów utworzono 3 bataliony piechoty. W dniu 18 września 1939 roku zarządzono zajęcie przez III batalion z nadwyżek 5 pp Leg. i pozostałych dwóch batalionów stanowisk obronnych na Antokolu od strony wschodniej oraz od strony zachodniej i północnej. Do godziny 21:00 jeden z plutonów batalionu III (5 pp Leg.) bronił przed czołgami sowieckiej 6 BCz. wiaduktu na skrzyżowaniu ul. Beliny i Targowej. W godzinach wieczornych tego dnia OZ 1 DP Leg. wymaszerował z Wilna w kierunku granicy litewskiej, którą przekroczył w dniu 20 września w Mejszagole. Część żołnierzy przed granicą po otrzymaniu zgody powróciła do domów.  
| Struktura organizacyjna i obsada personalna we wrześniu 1939 | Struktura organizacyjna i obsada personalna we wrześniu 1939 | Struktura organizacyjna i obsada personalna we wrześniu 1939 |
| Stanowisko                                                   | Stopień, imię i nazwisko                                     | Uwagi                                                        |
| Dowództwo                                                    | Dowództwo                                                    | Dowództwo                                                    |
| ------------------------------------------------------------ | ------------------------------------------------------------ | ------------------------------------------------------------ |
| dowódca pułku                                                | ppłk Kazimierz Bąbiński                                      |                                                              |
| I adiutant                                                   | kpt. Kazimierz Bujalski                                      |                                                              |
| II adiutant                                                  | kpt. Stanisław Kazuba                                        |                                                              |
| oficer informacyjny                                          | por. rez. dr Kazimierz Michałowski                           |                                                              |
| kwatermistrz                                                 | kpt. Wacław Stasiewicz                                       |                                                              |
| oficer płatnik - NN                                          |                                                              |                                                              |
| oficer żywnościowy                                           | NN                                                           |                                                              |
| naczelny lekarz                                              | NN                                                           |                                                              |
| kapelan                                                      | ks. kpl. Lucjan Sołtan-Pereświet                             |                                                              |
| dowódca kompanii gospodarczej                                | por. kplm. Mieczysław Kościesza                              |                                                              |
| I batalion                                                   |                                                              |                                                              |
| dowódca 1 batalionu                                          | mjr Leon Czerwień                                            |                                                              |
| adiutant 1 batalionu                                         | por. Tadeusz Dittmeyer                                       |                                                              |
| dowódca 1 kompanii strzeleckiej                              | por. Bolesław Wasilewski                                     |                                                              |
| dowódca 2 kompanii strzeleckiej                              | por. Jan Urbanowicz                                          |                                                              |
| dowódca 3 kompanii strzeleckiej                              | ppor. Franciszek Otto Mottl                                  |                                                              |
| dowódca 1 kompanii ckm                                       | kpt. Czesław Kajzer                                          |                                                              |
| II batalion                                                  |                                                              |                                                              |
| dowódca II batalionu                                         | mjr Józef Kusztra                                            | ranny 25 IX                                                  |
| adiutant II batalionu                                        | por. rez. Władysław Wiro-Kiro                                |                                                              |
| dowódca 4 kompanii strzeleckiej                              | por. Bronisław Piątkowski de Małyszko                        |                                                              |
| dowódca 5 kompanii strzeleckiej                              | ppor. Norbert Puzyrkiewicz                                   |                                                              |
| dowódca 6 kompanii strzeleckiej                              | por. Włodzimierz Niepokoyczycki                              |                                                              |
| dowódca 2 kompanii ckm                                       | por. Aleksander Tomaszewski                                  |                                                              |
| dowódca I plutonu                                            | ppor. Żylko                                                  |                                                              |
| dowódca plutonu                                              | ppor. Wincenty Leszek Nagrodzki                              | †14 IX 1939 Oleśnica                                         |
| dowódca plutonu                                              | chor. Jan Hejcz                                              |                                                              |
| III batalion                                                 |                                                              |                                                              |
| dowódca III batalionu                                        | mjr Marian Pacholski                                         | ranny 10 IX                                                  |
| dowódca 7 kompanii strzeleckiej                              | kpt. Stanisław Piesowicz                                     |                                                              |
| dowódca 8 kompanii strzeleckiej                              | por. Władysław Żuk                                           |                                                              |
| dowódca 9 kompanii strzeleckiej                              | ppor. Leopold Świkla                                         |                                                              |
| dowódca I plutonu                                            | pchor. / ppor. Władysław Brzeziński                          | †13 IX 1939 Serock                                           |
| ppor. Miller                                                 |                                                              |                                                              |
| dowódca 3 kompanii ckm                                       | kpt. Marian Ołoszczyński                                     |                                                              |
| Pododdziały specjalne                                        |                                                              |                                                              |
| dowódca kompanii zwiadu                                      | kpt. Jan Szatowski                                           | ranny 10 IX                                                  |
| dowódca kompanii przeciwpancernej                            | por. Władysław Korzon                                        |                                                              |
| dowódca plutonu łączności                                    | por. Kazimierz Cegłowski                                     |                                                              |
| dowódca plutonu pionierów                                    | por. Stanisław Dobrzycki                                     |                                                              |
| dowódca plutonu artylerii piechoty                           | por. Michał Lewiński                                         | ranny 10 IX                                                  |
| dowódca kompanii technicznej                                 | por. Stanisław Dobrzycki                                     |                                                              |
| dowódca plutonu przeciwgazowego                              | NN                                                           |                                                              |

## Symbole pułku

### Sztandar
Uroczystość wręczenia pułkowi chorągwi odbyła się 3 grudnia 1920 roku w Mołodecznie. Została ona ufundowana przez Związek Polek z Wilna, a wręczenia dokonał Naczelnik Państwa. Matką chrzestną chorągwi była pani Dawidowska. W dniu tym chorągiew pułkowa została udekorowana Krzyżem Orderu Wojennego Virtuti Militari V klasy.
Zasadniczym elementem sztandaru jest czerwony krzyż kawalerski umieszczony z obu stron na białym tle. Pośrodku prawej strony znajduje się srebrny orzeł w złotym wieńcu. W rogach płatu, w wieńcu, umieszczony jest numer pułku. Na lewej stronie wyhaftowany jest w otoku wieńca złoty napis HONOR I OJCZYZNA. Na ramionach krzyża znajdują się daty i nazwy miejscowości: KRZYWOPŁOTY 15. 18.XI.1914, ŁOWCZÓWEK 22. 25.XII.1914, KONARY V.1915, KOSTIUCHNÓWKA 4.5.VII.1916, LWÓW 23.XI.1918 1.III.1919, WILNO 19.IV.1919, DŹWIŃSK 28.IX.1919, BORODZIANKA ll.12.VI.1920, LIDA 28.29.IX.1920.
W latach międzywojennych została wykonana kopia sztandaru pułkowego. Umieszczono ją w Sanktuarium Józefa Piłsudskiego w Kielcach. W 1971 roku kopia ta została przekazana do Muzeum Wojska Polskiego. Losy sztandaru po 1939 roku są nieznane.

### Odznaka pamiątkowa
13 grudnia 1921 generał porucznik Kazimierz Sosnkowski zezwolił na noszenie odznak pamiątkowych wyłącznie tych, które zostały zatwierdzone przez Ministra Spraw Wojskowych lub Naczelnego Wodza. Wśród tych odznak została wymieniona odznaka pamiątkowa 5 pułku piechoty Legionów. Odznaka o wymiarach 41x41 mm ma kształt krzyża kawalerskiego, w centrum którego umieszczono pięciokątną tarczę. Na tarczy wizerunek orła typu zygmuntowskiego z wplecionym numerem „5”. Na obrzeżu tarczy emaliowanej w kolorze białym wpisano: „ZA DWULETNIĄ SŁUŻBĘ W POLU”. Na ramionach krzyża daty „1914 1915 1916 1917”. Odznaka oficerska, dwuczęściowa, wykonana w srebrze lub w tombaku srebrzonym, częściowo emaliowana, na rewersie numerowana. Wykonawcą odznaki był Jan Knedler z Warszawy. W 1938 roku odznaką zostało uhonorowane miasto Lwów.
Druga odznaka była łudząco podobna do odznaki 1 pułku piechoty Legionów. Została zatwierdzona Dziennikiem Rozkazów Ministerstwa Spraw Wojskowych nr 20, poz. 196 z 21 czerwca 1929. Środek odznaki wypełnia miniatura odznaki I Brygady Legionów Polskich „Za Wierną Służbę”. Od miniatury odbiegają cztery wici, strzały wzorowane na pieczęci kanonika wrocławskiego Zbrosława z 1276 oraz cztery tarcze – topory z cyfrą pułkową. Wymiary: 34x34 mm. Projekt: Bronisław Sylwin Kencbok; wykonanie: Adam Nagalski – Warszawa.

### Oznaka żałobna
26 czerwca 1935 Minister Spraw Wojskowych „w celu uczczenia i utrwalenia pamięci Marszałka Józefa Piłsudskiego [...] ustanowił stałą oznakę żałobną.” Oznakę stanowiła czarna obwódka, średnicy 3 mm, złożona z podwójnego czarnego sznura – jedwabnego u oficerów i podoficerów zawodowych, a bawełnianego u szeregowców i kadetów – przyszyta do krawędzi lewego naramiennika kurtki i płaszcza, i noszona stale w służbie i poza służbą do wszystkich rodzajów ubioru wojskowego. Od 1938 roku oznakę żałobną nosili też żołnierze 5 pp Leg..

## „Zuchowaci”

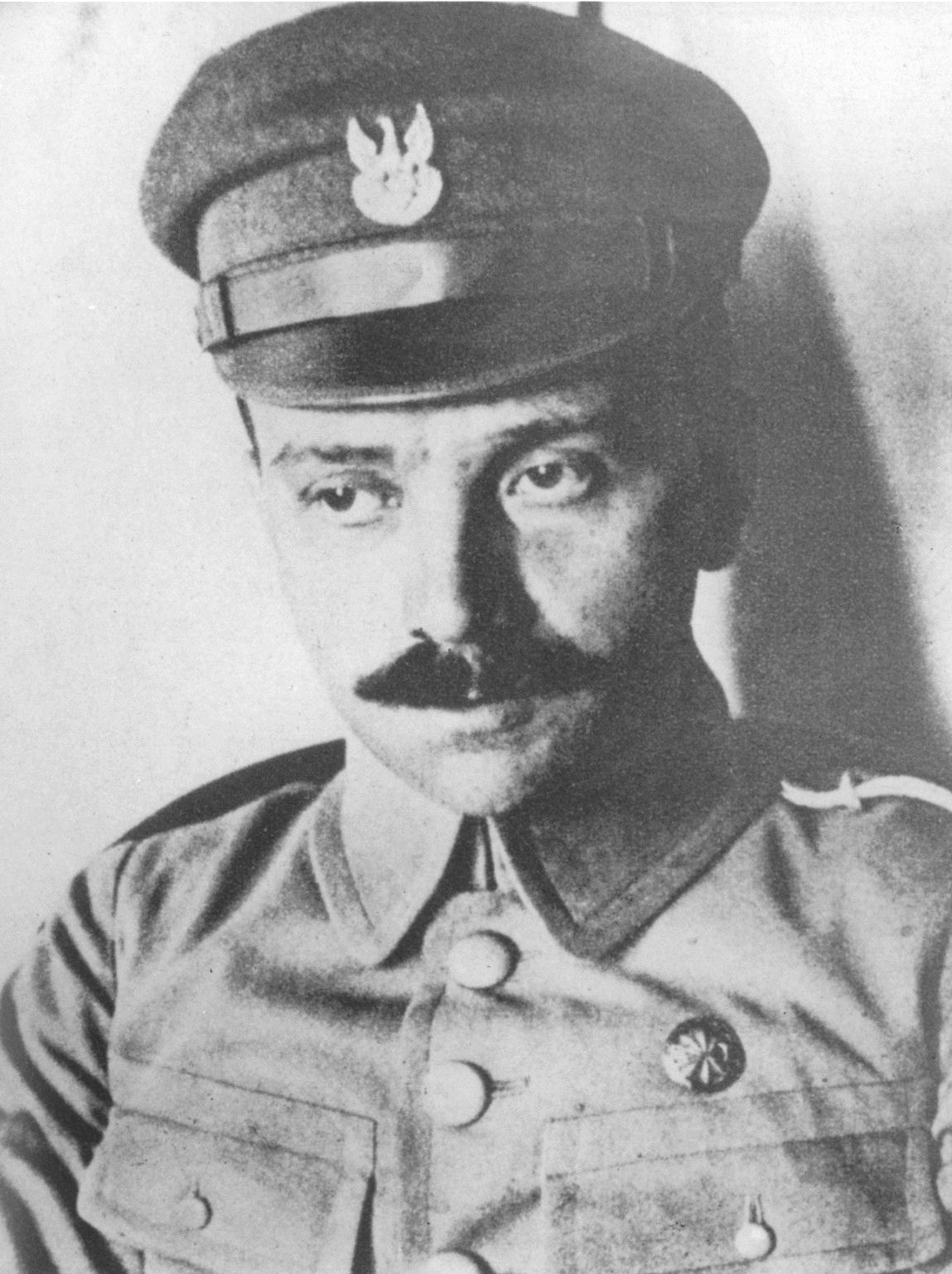
Mieczysław Ryś-Trojanowski

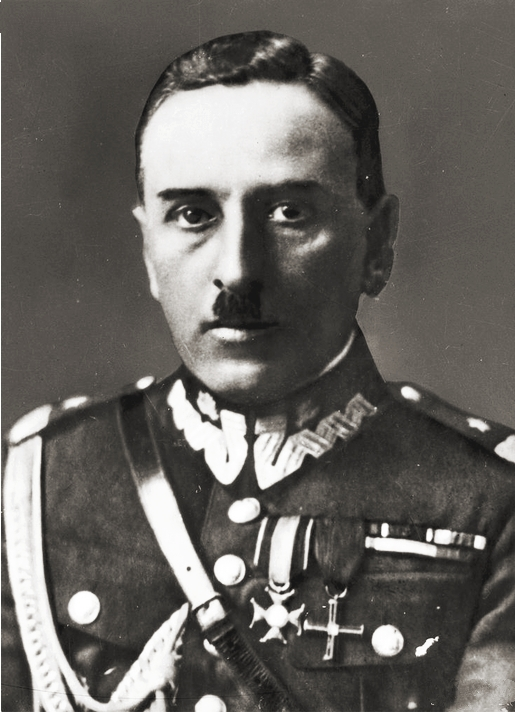
Stanisław Skwarczyński

| Dowódcy pułku                              | Dowódcy pułku              | Dowódcy pułku        |
| Stopień, imię i nazwisko                   | Okres pełnienia służby     | Kolejne stanowisko   |
| ------------------------------------------ | -------------------------- | -------------------- |
| kpt. Michał Tokarzewski-Karaszewicz        | 1 XI 1918 – 28 II 1919     |                      |
| mjr Stefan Dąb-Biernacki                   | 1 III – 1 IX 1919          |                      |
| mjr Jerzy Dobrodzicki                      | 2 IX 1919 – 12 VI 1920     |                      |
| kpt. Stanisław Skwarczyński                | 12 VI – 4 VII 1920         |                      |
| kpt. Eugeniusz Wyrwiński                   | 5 VII – 4 VIII 1920        |                      |
| mjr Kazimierz Hozer                        | 5 VIII – 22 VIII 1920      |                      |
| ppłk / płk piech. Stanisław Skwarczyński   | 23 VIII 1920 – 7 XII 1926  | dowódca PD 3 DP Leg. |
| ppłk / płk dypl. piech. Teodor Furgalski   | 19 III 1927 – 23 III 1932  | szef Oddziału II SG  |
| ppłk / płk dypl. Tadeusz Pełczyński        | 23 III 1932 – X 1935       |                      |
| ppłk / płk dypl. piech. Michał Białkowski  | l X 1935 – 14 XI 1938      |                      |
| ppłk Kazimierz Bąbiński                    | 15 XI 1938 – 14 IX 1939    |                      |
| Zastępcy dowódcy pułku                     |                            |                      |
| mjr piech. Wacław Klaczyński               | 10 VII 1922 – V 1928       | dowódca 75 pp        |
| mjr piech. Henryk Gorgoń                   | 24 VII 1928 – 23 VIII 1929 |                      |
| ppłk piech. Lucjan Bornstaed               | 5 X 1929 – 1 XII 1930      | komendant PKU Łomża  |
| ppłk dypl. piech. Leon Koc                 | 1 XII 1930 – 3 VIII 1931   | dowódca 66 pp        |
| ppłk dypl. piech. Michał Białkowski        | 23 X 1931 – XI 1935        | dowódca pułku        |
| ppłk dypl. piech. Bogdan Szeligowski       | od I 1936                  |                      |
| mjr piech. Wilhelm II Wilczyński (II z-ca) | VI 1934 – IX 1939          | dowódca I/205 pp     |

### Żołnierze 5 pułku piechoty Legionów – ofiary zbrodni katyńskiej
Biogramy ofiar zbrodni katyńskiej znajdują się między innymi w bazach udostępnionych przez Ministerstwo Kultury i Dziedzictwa Narodowego oraz Muzeum Katyńskie.
| Nazwisko i imię        | stopień      | zawód              | miejsce pracy przed mobilizacją    | zamordowany |
| ---------------------- | ------------ | ------------------ | ---------------------------------- | ----------- |
| Matuszewski Stanisław  | ppor. rez.   | urzędnik           | pracował w banku                   | Katyń       |
| Piasecki Jan Robert    | ppor. rez.   | inzynier           |                                    | Katyń       |
| Aleksandrowicz Paweł   | ppor. rez.   | inżynier leśnictwa | nadleśniczy w Hoży k. Grodna       | Katyń       |
| Antoszek Józef         | ppor. rez.   | student USB        |                                    | Katyń       |
| Baran Kazimierz        | podchorąży   |                    |                                    | Katyń       |
| Dewojno Witold Paweł   | ppor. rez.   |                    |                                    | Katyń       |
| Falkowski Paweł        | ppor. rez.   |                    |                                    | Katyń       |
| Flaczyński Longin      | por. rez.    | prawnik            | Komisja Protezowa ZUS we Lwowie    | Katyń       |
| Getling Jerzy Marian   | ppor. rez.   | prawnik            | PKO w Warszawie                    | Katyń       |
| Grizer Bolesław        | pchor. rez.  |                    |                                    | Katyń       |
| Hryniewiecki Kazimierz | ppor. rez.   | nauczyciel         | szkoła w Rymszanach                | Katyń       |
| Kiewlicz Czesław       | por. rez.    | urzędnik           | Ubezpieczalnia Społeczna w Wilnie  | Katyń       |
| Kraciuk Władysław      | ppor. rez.   | student USB        |                                    | Katyń       |
| Makarczyński Janusz    | kapitan      | żołnierz zawodowy  | placówka wywiadowcza nr 7 Sarny    | Katyń       |
| Odyniec Antoni         | por. rez.    |                    |                                    | Katyń       |
| Owczynnik Bronisław    | ppor. rez.   | nauczyciel         | szkoła powszechna w?               | Katyń       |
| Pakulnis Henryk        | ppor. rez.   |                    | PKP Nowa Wilejka                   | Katyń       |
| Puzyna Marian          | por. rez.    | urzędnik           | Poczta Polska                      | Katyń       |
| Rączka Feliks Michał   | ppor. rez.   |                    |                                    | Katyń       |
| Rylski Henryk          | por. rez.    | absolwent USB      |                                    | Katyń       |
| Sawicki Witold Hilary  | ppor. rez.   | prawnik            |                                    | Katyń       |
| Talkowski Romuald      | ppor. rez.   | urzędnik           |                                    | Katyń       |
| Wierzbicki Ludwik      | ppor. rez.   | policjant          | policja w Wilnie                   | Katyń       |
| Wojtala Jan            | ppor. rez.   | absolwent UW       |                                    | Katyń       |
| Wołągiewicz Fabian     | ppor. rez.   |                    | Izba Skarbowa w Oszmianie          | Katyń       |
| Wysocki Józef          | ppor. rez.   | prawnik            | Okręgowa Dyr. PKP w Wilnie         | Katyń       |
| Zalewski Tadeusz       | ppor. rez.   |                    |                                    | Katyń       |
| Bielan Leon            | por. rez.    | handlowiec         |                                    | Charków     |
| Chmielewski Jerzy      | ppor. rez.   |                    | Straż Więzienna w Kobryniu         | Charków     |
| Dzuś Mieczysław        | ppor. lekarz |                    | lekarz 5 pp Leg.                   | Charków     |
| Gostkiewicz Ignacy     | ppor. rez.   | prawnik            | Ministerstwo Skarbu                | Charków     |
| Górski Wacław          | ppor. rez.   | handlowiec         |                                    | Charków     |
| Grabowski Stanisław    | ppor. rez.   | prawnik            |                                    | Charków     |
| Jania Jan              | por. rez.    | nauczyciel         |                                    | Charków     |
| Jeśmian Roman          | ppor. rez.   | urzędnik           | Zarząd Miejski w Wilnie            | Charków     |
| Klein Kazimierz        | ppor. rez.   | inżynier rolnik    |                                    | Charków     |
| Klukowski Leon         | mjr dr med.  | żołnierz zawodowy  | starszy lekarz 5 pp Leg.           | Charków     |
| Knoche Gustaw          | por. rez.    | fotograf           |                                    | Charków     |
| Komarnicki Wacław      | ppor. rez.   |                    |                                    | Charków     |
| Koniecki Antoni        | ppor. rez.   | nauczyciel         |                                    | Charków     |
| Kowalewski Edward      | ppor. rez.   | urzędnik           |                                    | Charków     |
| Kowalski Stanisław     | por. rez.    | nauczyciel         |                                    | Charków     |
| Lisowski Stefan        | ppor. rez.   | inżynier leśnik    | Urząd Wojewódzki w Nowogródku      | Charków     |
| Mottl Franciszek ?     | podporucznik | żołnierz zawodowy  | dowódca plutonu 3/ 5 pp Leg (3 kp) | Charków     |
| Nowakowski Jan         | ppor. rez.   | inżynier chemik    |                                    | Charków     |
| Sińczak Józef          | ppor. rez.   | urzędnik           |                                    | Charków     |
| Starczewski Józef      | ppor. rez.   | nauczyciel         | szkoła w Nowej Wilejce             | Charków     |
| Straczycki Polikarp    | ppor. rez.   |                    |                                    | Charków     |
| Szaciłło Franciszek    | ppor. rez.   | prawnik, mgr       | Okr. Izba Kontroli Skarb. Wilno    | Charków     |
| Tomaszewski Karol      | ppor. rez.   |                    |                                    | Charków     |
| Zaranowski Eugeniusz   | ppor. rez.   | nauczyciel         | Gimnazjum                          | Charków     |
| Górski Wacław          | podporucznik | agronom            | KS Polonia                         | ULK         |

## Upamiętnienie
- Tradycje 5 pułku piechoty Legionów kultywuje 1 batalion piechoty zmotoryzowanej Legionów[102].
- Uchwałą Rady Miasta Lwowa z 21 listopada 1938 ustanowiono w tym mieście ulicę Piątaków[103].

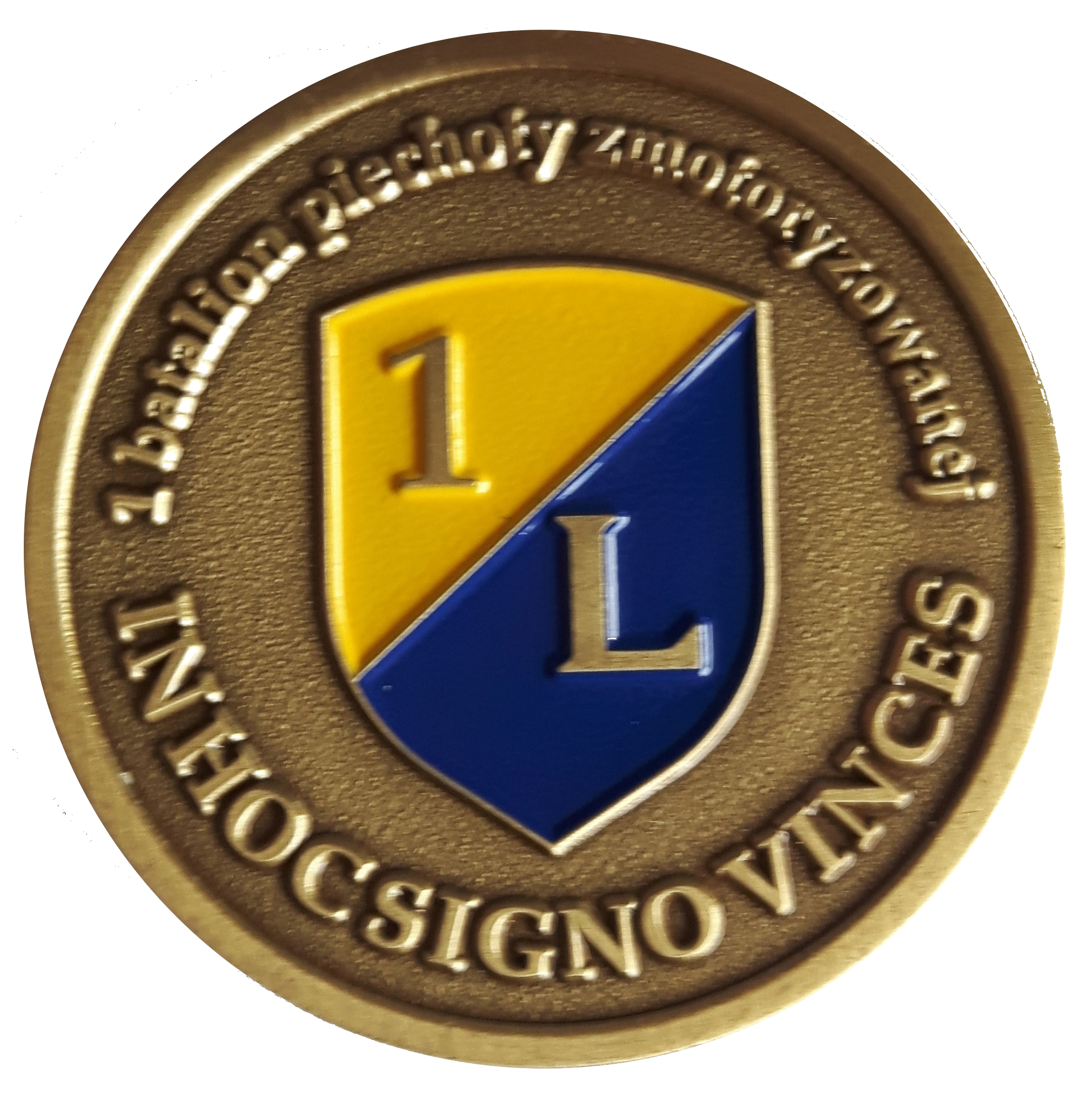
Medal 1 batalionu 12 BZ